# Siracusa
Siracusa (in siciliano Saraùsa ) è un comune italiano di 115 458 abitanti, capoluogo del libero consorzio comunale omonimo, in Sicilia.
Posta sulla costa sud-orientale dell'isola, Siracusa possiede una storia millenaria: annoverata tra le più vaste metropoli dell'età classica, primeggiò per potenza e splendore con Atene, la quale tentò invano di assoggettarla. Fu la patria del matematico Archimede, che si pose a capo della sua difesa durante l'assedio dei Romani nel 212 a.C. Divenne capitale dell'Impero bizantino sotto Costante II. Siracusa fu per secoli la città capitale della Sicilia, fino all'invasione musulmana, avvenuta nell'878, che comportò la rovina della città in favore di Palermo. Con la ripresa cristiana divenne una contea normanna del Regno di Sicilia.
Trasformatasi in epoca spagnola in una fortezza, il suo centro storico, Ortigia, assunse l'odierno aspetto barocco con la ricostruzione intrapresa a seguito del violento terremoto del 1693. Durante la seconda guerra mondiale, nell'anno 1943, venne firmato a sud-ovest di Siracusa, in contrada Santa Teresa Longarini, l'armistizio che sanciva la cessazione delle ostilità tra il Regno d'Italia e le forze alleate degli anglo-americani; passato alla storia come l'armistizio di Cassibile.
Caratterizzata da ingenti ricchezze storiche, architettoniche e paesaggistiche, la città di Siracusa è stata dichiarata dall'UNESCO nel 2005, congiuntamente alle Necropoli Rupestri di Pantalica, patrimonio dell'umanità.
Attualmente è la quarta città della Sicilia per popolazione residente, dopo Palermo, Catania e Messina.

## Geografia fisica

### Territorio
Siracusa sorge sul lato sud-orientale della Sicilia. La sua geografia è molto variegata, al suo interno si incontrano colline e cavità naturali, mentre due fiumi lambiscono il lato sud-ovest della città. Essa confina per lo più con il mare, che la circonda nella sua quasi totalità. La costa è prevalentemente rocciosa e frastagliata, mostra diversi promontori, baie, piccole isole e penisole.

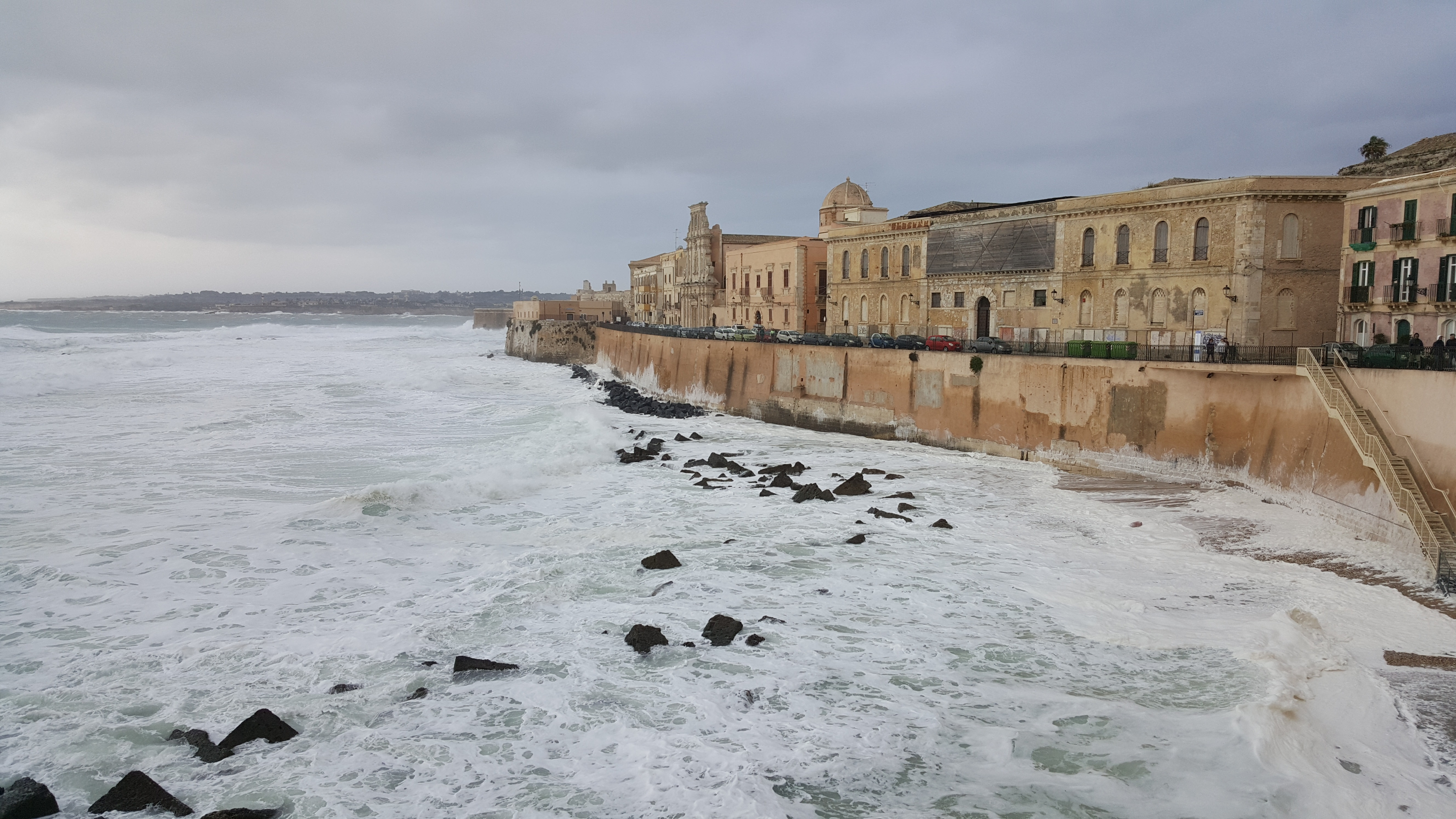
L'isola di Ortigia vista dal suo lato di Levante; sullo sfondo è visibile la penisola della Maddalena.

La città si sviluppa in parte sull'isola di Ortigia e in parte sulla terraferma (tenendo inoltre presente che l'intera area è situata all'interno dell'isola di Sicilia). La particolare ubicazione geografica l'ha resa celebre per i suoi tramonti (grazie ai punti zenitali dai quali vengono osservati, essi sono stati descritti nei millenni come tra i più belli al mondo).
La conformazione della costa meridionale determina la vasta insenatura naturale dentro la quale si sviluppa il porto Grande: a circa 1200 metri di distanza dalla punta di Ortigia sorge Capo Murro di Porco, promontorio della penisola della Maddalena: appellata localmente con il solo nome di Isola (in riferimento al toponimo di una contrada della sua costa orientale, la cui origine è legata a un'antica e non più esistente condizione di insularità). A nord della città si configura un altro promontorio: il Capo Santa Panagia, dove un tempo si ipotizza era ubicato il terzo porto di Siracusa: il Trogilo.
La città si affaccia sul mar Mediterraneo centrale, attorniata dal bacino del mar Ionio. Siracusa dà il proprio nome alla scarpata siciliana sud-orientale, detta «Scarpata di Malta e Siracusa» (nota anche come «Scarpata Ibleo-Maltese»), nonché principale responsabile della elevata sismicità dell'area, la quale si sviluppa a est del territorio aretuseo, nelle profondità dello Ionio, fino all'isola di Malta.
- Classificazione sismica: zona 1 (sismicità alta), Ordinanza PCM n. 3274 del 20/03/2003[18] successivamente modificata con la D.G.R. n. 81 del 24 febbraio 2022.[19]

#### Orografia
L'area di Siracusa fa geologicamente parte dei monti Iblei. La sua orografia è formata da sommità moderate, la maggiore delle quali è data dall'altopiano dell'Epipoli, facente parte delle ultime propaggini orientali iblee. Alle pendici dell'Epipoli, situato tra le municipalità di Acradina e Neapolis, si innalza il colle Temenite. Il paesaggio urbano è inoltre segnato dalla presenza di una balza - rilievo in questo caso ricco di cavità - denominata Balza di Akradina, le cui frastagliate pareti sono formate da bianca roccia calcarea, conosciuta come pietra bianca di Siracusa.
Nella Balza di Akradina si sviluppa la latomia dei Cappuccini: la più vasta tra le latomie siracusane (estese cave di pietra millenarie, la cui attività è documentata fin dall'epoca greca. Le latomie sono una caratteristica principale della città, ne possiede numerose.
Nel lato nord di Siracusa proseguono le propaggini iblee, formando paesaggi rocciosi e grotte; ciò è particolarmente visibile nel quartiere Scala Greca. In questo lato della città si incontra Cava Santa Panagia, scavata nei millenni da un torrente di acque meteoriche: essa rappresenta l'unica cava degli Iblei a contatto con il mare. L'area fisica di Siracusa è infatti interessata da un maturo carsismo.
In contrada Grotta Perciata, al limite del territorio comunale, si trova una delle grotte carsiche più importanti della Sicilia, per la quale è stata istituita una riserva protetta: la riserva naturale integrale Grotta Monello, situata tra valli fluviali e versanti scoscesi, spesso proibitivi. All'interno della Grotta Monello si sviluppano notevoli stalattiti e stalagmiti, delle più svariate forme.

#### Idrografia
I fiumi principali che attraversano l'area della città sono l'Anapo e il Ciane: l'alveo del Ciane alla fine del suo scorrere si fonde con quello dell'Anapo, i due corsi d'acqua dolce quindi condividono un'unica foce nel mar Ionio, presso la pianura alluvionale dei Pantanelli, dove si trova la riserva naturale delle saline di Siracusa (le cui saline non più in uso da diversi anni).

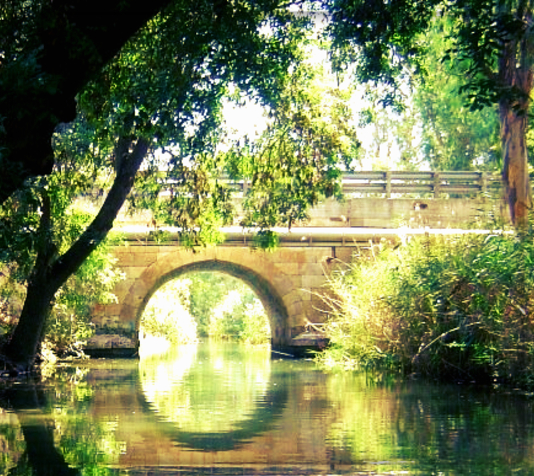
Ponte sul Ciane (nei pressi dei Pantanelli)

Sempre nella zona paludosa sita a ovest della città, ai Pantanelli - luogo in cui sorgevano le paludi Lisimelie (proprio le paludi, secondo una tradizione antica, avrebbero rappresentato per Siracusa una caratteristica talmente significativa da far risalire a esse il toponimo stesso della città) -, a seguito dei lavori di bonifica del XX secolo, sono stati scavati dei canali artificiali: il Mammaiabica (esso affianca il percorso del Ciane), lo Scandurra, il Pismotta e il Regina.
Vi è poi un altro importante fiume (anch'esso culturalmente millenario) che interessa l'area comunale: il Cassibile, dal quale prende il nome la popolosa frazione siracusana. La foce di questo corso d'acqua si trova nell'altra frazione di Fontane Bianche.

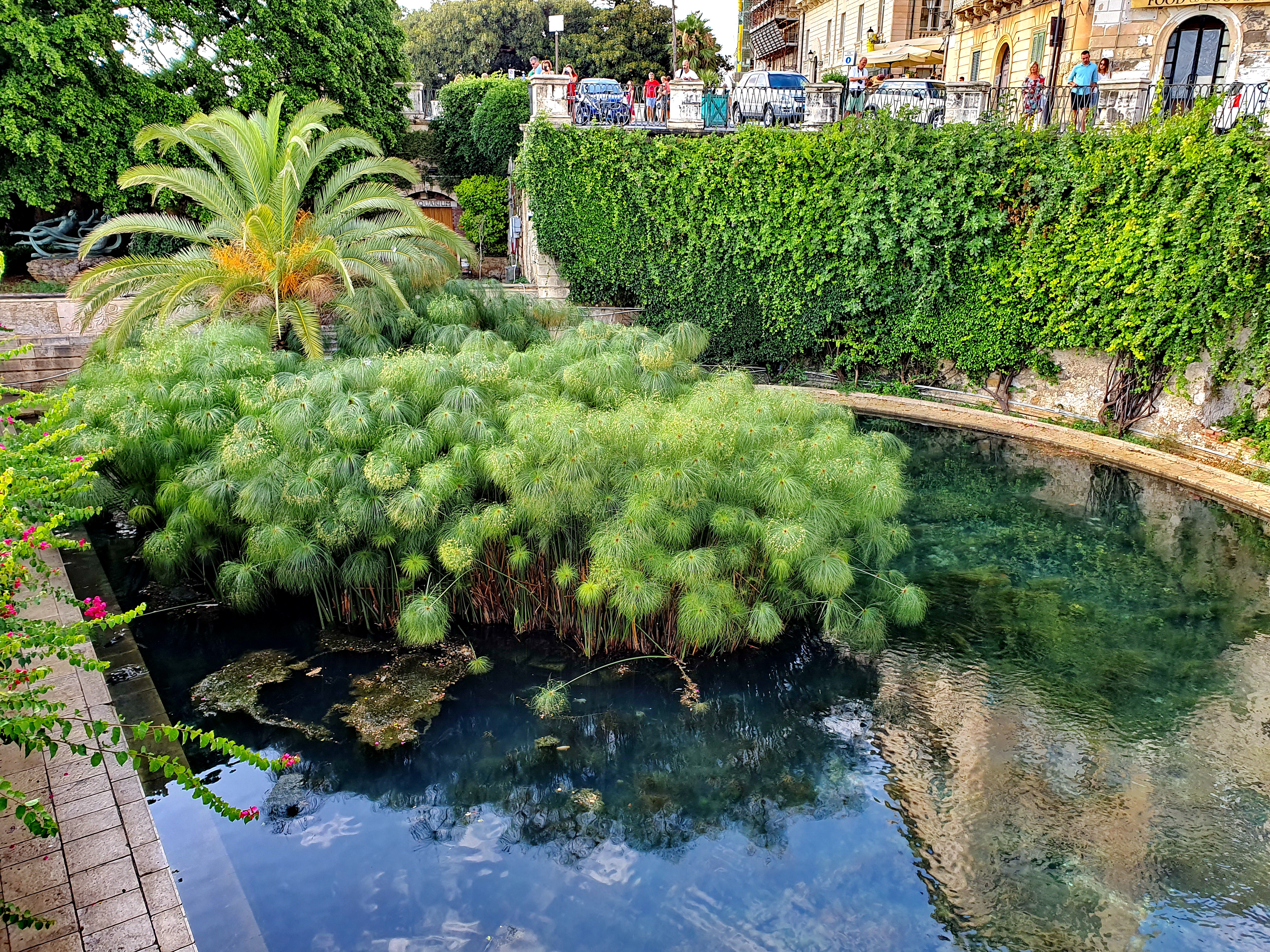
La fonte Aretusa con al centro i papiri; pianta rara ma tipica di Siracusa

Nel centro storico della città, rappresentato dall'isola di Ortigia, scorre l'acqua salmastra della fonte Aretusa, scaturita dalle falde acquifere iblee. Sul colle Temenite, dentro la grotta del Ninfeo, si ha lo sbocco dell'acquedotto Galermi; noto per essere il più antico acquedotto della Sicilia (costruito dal tiranno Gelone nel 480 a.C., trasporta ancora in città le acque dell'Anapo).

#### Flora e fauna
La macchia mediterranea caratterizza la flora e la fauna siracusana: palme, fico d'India, oliveti e agrumeti dominano il paesaggio. Grazie alla presenza del mare si è sviluppata una delle più importanti concentrazioni di palma nana nel Mediterraneo; quasi un chilometro quadrato. In città, presso la zona archeologica, si può altresì osservare uno dei più imponenti esemplari secolari di ficus delle pagode in Italia.
Di particolare interesse risulta la flora fluviale: la pianta più singolare, data la sua rarità in Europa e nel mondo, è il papiro egiziano (cyperus papyrus), le cui colonie qui crescono in maniera spontanea (le si possono osservare presso il Ciane).
Per quel che concerne la fauna, Siracusa riveste un ruolo primario nella ricettività dell'avifauna migratoria e il suo territorio annovera la presenza di specie rare nel resto del continente europeo. La complessa conformazione dell'area geografica consente la suddivisione della fauna in specie cavernicole (o spelee) fluviali e soprattutto marine: l'area marina protetta del Plemmirio, a tal proposito, rappresenta un importante osservatorio per lo stazionamento dei cetacei (balenottere, delfini, capodogli e altri giganti del mare).

### Clima
Il clima di Siracusa è fresco e con piogge scarse in inverno e estremamente caldo e siccitoso in estate. In particolar modo, il clima siracusano è noto per essere dominato dal vento di scirocco. In autunno possono presentarsi episodi alluvionali, con picchi di oltre 100/150 mm giornalieri.
L'11 agosto 2021, nella stazione del Servizio Informativo Agrometeorologico Siciliano ubicata in prossimità del confine con il comune di Floridia, è stato registrato il valore di temperatura più alto d'Italia e d'Europa nella storia della rilevazione dei dati climatici, pari a +48,8 °C. Non appartenendo tale stazione alla Organizzazione Meteorologica Mondiale (WMO) il record ufficiale italiano resta attribuito a Foggia che registrò +47 °C il 25 giugno 2007 nella stazione meteorologica di Amendola appartenente alla rete meteo dell'Aeronautica Militare (ente affiliato alla WMO). Nel gennaio 2023, la città di Aretusa è risultata, in base a una ricerca sulle ore di sole, la più soleggiata in assoluto. Le ore totali di sole a Siracusa sono state ben 346,83, precedute di poco solo da quelle della vicina Catania che ne ha avute 346,78. Il 18 gennaio 2024 è stata registrata a Siracusa una anomala ondata di caldo e di scirocco, con la colonnina di mercurio che ha segnato 25,3 gradi.
- Classificazione climatica: zona B, 799 GG[39]

| Siracusa                   | Mesi | Mesi | Mesi | Mesi | Mesi | Mesi | Mesi | Mesi | Mesi | Mesi | Mesi | Mesi | Stagioni | Stagioni | Stagioni | Stagioni | Anno |
| Siracusa                   | Gen  | Feb  | Mar  | Apr  | Mag  | Giu  | Lug  | Ago  | Set  | Ott  | Nov  | Dic  | Inv      | Pri      | Est      | Aut      | Anno |
| -------------------------- | ---- | ---- | ---- | ---- | ---- | ---- | ---- | ---- | ---- | ---- | ---- | ---- | -------- | -------- | -------- | -------- | ---- |
| T. max. media (°C)         | 16   | 16   | 18   | 20   | 24   | 28   | 32   | 32   | 29   | 25   | 20   | 17   | 16,3     | 20,7     | 30,7     | 24,7     | 23,1 |
| T. min. media (°C)         | 5    | 5    | 7    | 8    | 12   | 16   | 19   | 19   | 17   | 14   | 10   | 7    | 5,7      | 9        | 18       | 13,7     | 11,6 |
| Precipitazioni (mm)        | 75   | 53   | 46   | 35   | 19   | 6    | 5    | 9    | 45   | 106  | 62   | 86   | 214      | 100      | 20       | 213      | 547  |
| Umidità relativa media (%) | 73   | 71   | 70   | 70   | 68   | 65   | 64   | 67   | 68   | 72   | 75   | 76   | 73,3     | 69,3     | 65,3     | 71,7     | 69,9 |

## Origini del nome

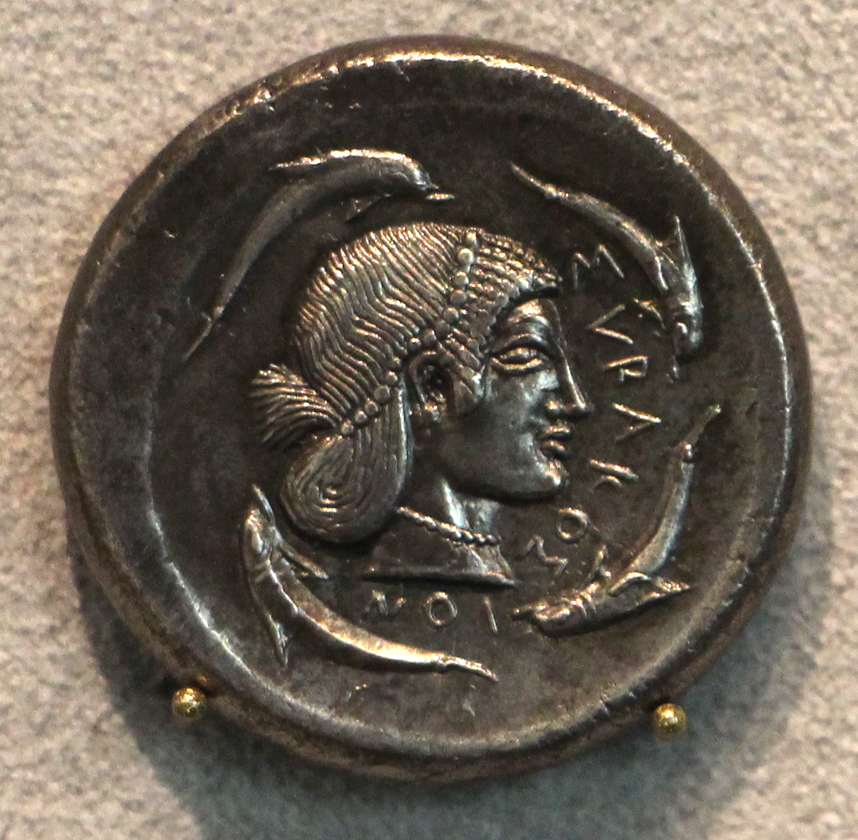
Moneta con scritta ΣΥRAKOΣION («dei Siracusani»), V secolo a.C.

Le origini del nome di Siracusa sono estremamente incerte. È sulla monetazione dell'antica città che questo toponimo si attesta per la prima volta nel VI secolo a.C. Tra le ipotesi più note vi è la derivazione:
- dalla lingua sicula, tramite l'idronimo della palude Syrako o Syraka,[41] e significherebbe «abbondanza di acqua»;[42]
- dalla parola protoindoeuropea Sur-aku: «acqua salata»;[43]
- dalla lingua semitica, Sor-Cosia o Suloq, con vari possibili significati: «Oriente» o «salato» o «scirocco».[44]

## Storia

### Antica Siracusa
Gli scavi archeologici sul territorio hanno stabilito che l'area dove sorse Siracusa venne abitata, senza soluzione di continuità, a partire dal Neolitico: assai significativo è il ruolo della cosiddetta "civiltà di Stentinello", che prende il nome dal sito costiero a nord di Siracusa e i cui reperti risalgono al 6000 a.C.
(Vincenzo Consolo, L'olivo e l'olivastro, 1994.)
La città di Syrakousai venne fondata dai Corinzi nell'anno 733 a.C. (secondo la datazione tucididea). La guida dei nuovi coloni fu l'ecista Archia, mentre il loro luogo d'approdo fu l'isola di Ortigia, dalla quale riuscirono a scacciare i Siculi; i precedenti abitanti dell'area.
La neo-colonia corinzia crebbe in tempi rapidi e assoggettò i territori geograficamente vicini a essa. Durante l'arco della sua secolare storia greca, Siracusa ebbe una lunga schiera di tiranni e brevi momenti di potere popolare, per lo più assoggettato all'oligarchia. Tra i numerosi uomini che tennero il governo della polis, sei, più di tutti gli altri, si distinsero nel panorama del mondo antico per ingegno, fama e potere: Gelone, Ierone I, Dionigi I, Agatocle e Ierone II, ai quali va aggiunto il governo oligarchico moderato del generale corinzio Timoleonte, durato circa dieci anni. Costoro dominarono grande parte della Sicilia, spingendo la presenza siracusana all'interno della Magna Grecia, ed estesero l'influenza della polis sull'ampio scenario del Mediterraneo, colonizzando e creando degli strategici approdi commerciali (come l'operato dei Dionigi in Adriatico) o assoggettando le città che incontravano nel loro cammino per sottrarle al nemico (esempio di ciò fu Agatocle con la sua spedizione in Africa).
Siracusa fu la principale rivale della capitale dei Fenici, Cartagine, la quale, occupando con il suo operato bellico e commerciale la parte occidentale dell'isola (chiamata eparchia punica) diede vita alle guerre greco-puniche. Queste due influenti metropoli, in un susseguirsi di trattati di pace e scoppi di nuove battaglie, animarono con fare cruento l'intera storia della Sicilia greca.
Oltre ai forti contrasti interni con le altre poleis siceliote e con i Barbari (si segnala ad esempio la guerra contro Akragas e il conflitto contro la Syntèleia di Ducezio, re dei Siculi), Syrakousai ricevette l'ambiziosa offensiva esterna da parte di Atene: la capitale attica allestì una poderosa spedizione diretta sulla Sicilia, nel contesto bellico della guerra del Peloponneso, con l'intento di conquistare la rinomata città costiera che con la sua politica espansiva minava gli interessi ateniesi sull'Occidente. Durante l'avvenimento bellico si distinse il generale siracusano Ermocrate — che in seguito condurrà egli stesso i soldati siracusani in Asia Minore, al fianco di Sparta, nella fase finale della medesima guerra.

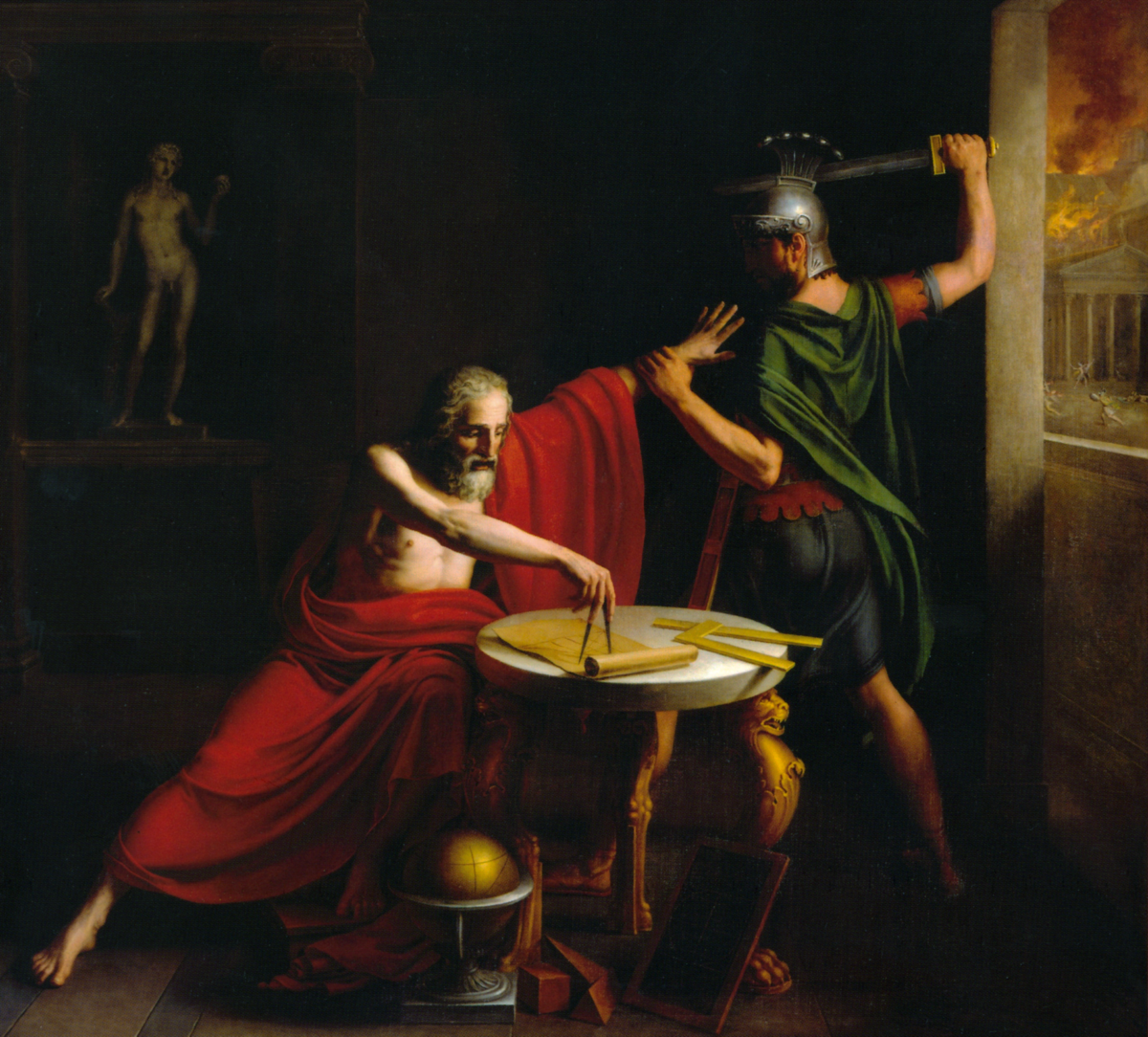
Archimede disegna i suoi cerchi mentre il soldato romano si prepara a trafiggerlo (dalla nota tradizione sulla morte dello scienziato siracusano, opera di Thomas Degeorge, XIX secolo)

La corte di Siracusa fu sede mecenatica, ospitando i nomi più conosciuti del mondo greco, tra i quali: Eschilo, Pindaro, Ibico, Senofonte, Platone; quest'ultimo non si limitò a soggiornare nella pentapolis, ma fu coinvolto (secondo la tradizione), così come l'Accademia di Atene, nel pieno della storia politica di Syrakousai, compiendo diversi viaggi e divenendo confidente di Dione, che a sua volta fu il principale avversario politico del tiranno Dionigi II. Fu patria natia di un ingente numero di personalità elargite al mondo delle arti, della filosofia e della scienza. Tra i nativi spicca soprattutto Archimede: matematico, inventore, scienziato che si pose alla guida di Siracusa quando questa venne assediata dai Romani nel 212 a.C.
Dopo una lunga resistenza, le legioni romane riuscirono a entrare in città e avvenne la capitolazione per opera del console Marco Claudio Marcello. Durante la foga della conquista, un soldato romano uccise Archimede. Tutte le ricchezze di Siracusa, accumulate in secoli di egemonia e prosperità, vennero depredate e trasportate a Roma. Fu un punto di svolta importante nella cultura del Mediterraneo. Tuttavia, pur avendo perso la propria autonomia, Syracusae rimase per l'intera epoca romana il centro principale dell'isola. Venne istituita la provincia Siracusana e la città fu designata capitale della Sicilia romana. Cicerone, approdandovi nel I secolo a.C., la descrisse come «la più bella e la più grande città greca» (In Verrem, II, 4, 117) e l'imperatore Augusto, nello stesso periodo, le inviò una colonia di cittadini Romani per contribuire al suo ripopolamento.
Con l'avvento del cristianesimo nacquero in città imponenti catacombe. Qui giunse presto il messaggio apostolico, poiché il porto siracusano era al centro delle vie marittime dell'Impero romano; vie che venivano percorse dai primi missionari. La tradizione afferma che il protovescovo di Siracusa fu Marciano da Antiochia, inviato dall'apostolo Pietro.
Gli Atti degli apostoli testimoniano che nell'anno 61 sostò in città, per tre giorni, l'aposotolo Paolo di Tarso. Durante l'impero di Diocleziano, il 13 dicembre del 304, avvenne il martirio di Lucia da Siracusa (Santa Lucia).

### Epoca medievale
Con le invasioni barbariche decadde l'Impero romano d'Occidente, a seguito di ciò la città entrò a far parte nel V secolo dell'Impero romano d'Oriente (posteriormente noto come Impero bizantino). Per un disegno politico voluto da Costante II, Siracusa divenne capitale dell'Impero orientale al posto di Costantinopoli, dal 663 al 668; fino all'assassinio dell'imperatore, avvenuto in una località della città chiamata da Teofane «le terme di Dafne».
A partire dal VII secolo Siracusa venne presa di mira dagli Arabi, i cui attacchi si intensificarono nel IX secolo: dopo aver respinto un primo assedio nell'827, la città infine cadde, in maniera cruenta, durante il secondo assedio, terminato il 21 maggio dell'878.
Il periodo islamico siracusano rimane permeato dal silenzio delle antiche fonti, in particolar modo i primi anni che seguirono alla violenta conquista. Una damnatio memoriae che ha inciso sull'assenza di testimonianze architettoniche arabe in città. Malgrado la quasi totale distruzione patita, Siracusa dovette ben presto essere reintrodotta nei circuiti sociali dell'isola (già nel periodo dei Normanni ci si riferiva a essa come un punto focale per il commercio).
Nel 1040 l'imperatore di Bisanzio Michele IV mandò in missione a Siracusa il generale Giorgio Maniace, con lo scopo di riconquistare la terra aretusea. Maggiori compagni d'armi del generale erano i guerrieri Italici e Normanni, guidati da Harald Hardråde di Norvegia, Guglielmo Braccio di Ferro - soprannome datogli per aver trafitto con la spada l'emiro di Siracusa -, Drogone d'Altavilla, Arduino di Melfi e Stefano il Calafato; cognato dell'imperatore, posto a capo della flotta. La città fu da essi conquistata. Dopo numerose vittorie, però, sorsero delle gravi discordie interne all'esercito di Maniace, il quale dovette abbandonare la Sicilia. I Normanni si schierarono contro i Bizantini. I nuovi equilibri formatisi portarono in breve tempo a una ripresa del controllo musulmano su Siracusa.

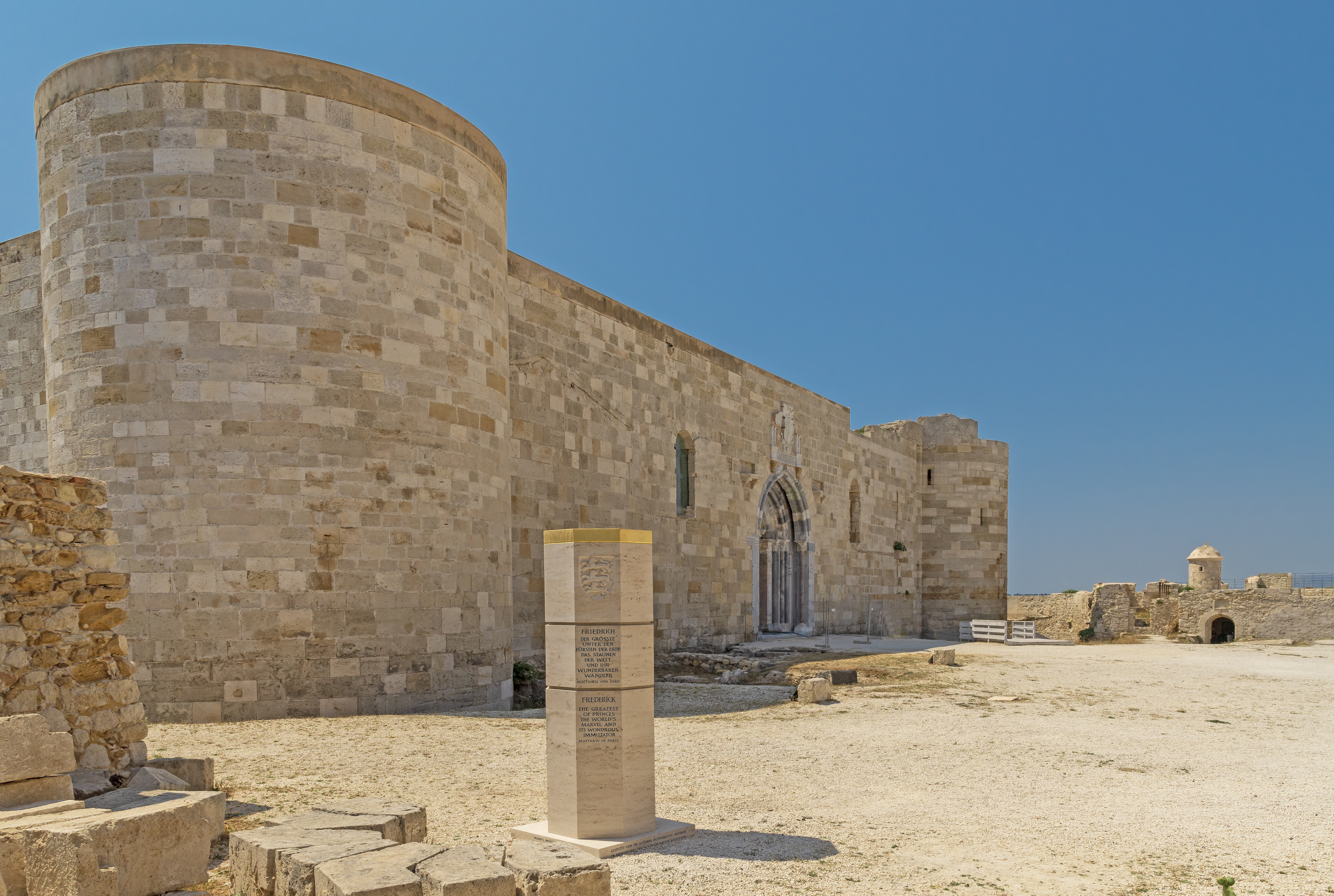
In primo piano il totem che ricorda l'origine federiciana del Castello Maniace (costruito da Federico II degli Hohenstaufen nel 1240 e così da egli nominato in memoria del generale bizantino Giorgio Maniace)

La città venne definitivamente sottratta agli Arabi nel 1085, a seguito di una battaglia navale - avvenuta nel porto Grande - che vide lo scontro mortale tra l'emiro Benavert (l'ultimo emiro arabo di Siracusa e l'ultimo rimasto al potere in tutta la Sicilia) e il normanno Roberto il Guiscardo.
Il nuovo assetto politico dell'isola dato dai Normanni non diede comunque a Siracusa la possibilità di riacquistare il suo antico ruolo di capitale di Sicilia (essi, infatti, così come inaugurato dagli Arabi, mantennero la sede capitale a Palermo).
Con la venuta del popolo nordico i Siracusani formarono una Contea; la prima istituita nell'isola, governata da un proprio conte nella figura di Giordano d'Altavilla; nipote di Ruggero I d'Altavilla, divenuto a sua volta Gran conte di Sicilia.
Nel XII secolo Siracusa assistette alla contesa tra le Repubbliche marinare di Genova e Pisa, le quali avevano entrambe l'obiettivo di stabilirsi in essa e annoverarla tra i loro feudi. Nel 1204 Siracusa arrivò ad avere anche un conte genovese come suo signore feudale: si trattava del pirata Alamanno da Costa, il quale si insignì del titolo di conte di Siracusa «per la Grazia di Dio, per il re di Sicilia e per la Repubblica di Genova» (Genova vantava dei diritti sul possesso di Siracusa, poiché la città siciliana le sarebbe stata promessa dal dinasta degli Hohenstaufen, lo svevo Federico Barbarossa, in cambio di favori personali; promessa che sarebbe poi stata rinnovata anche dal figlio di questi, Enrico VI di Svevia). Tuttavia, il nipote di Barbarossa, Federico II di Svevia, re di Sicilia e imperatore del Sacro Romano Impero, decise di riportare Siracusa sotto il potere diretto del governo siciliano, la sottrasse alle dispute feudali e la dichiarò nel 1234 sua «urbs fidelissima» (città fedelissima; epiteto che nei documenti che la riguardano manterrà fino all'epoca moderna).
Durante i Vespri Siciliani Siracusa si proclamò Libero comune; istituzione che cessò di esistere con l'avvento degli Aragonesi al governo dell'isola. Nel 1302 la città divenne sede delle regine del Regno di Sicilia e da queste venne per lungo tempo governata tramite la Camera reginale, la quale concedeva ai siracusani larga autonomia, «come uno Stato dentro lo Stato», fermo restando che la sua obbedienza finale andava unicamente al possessore della corona di Sicilia.
La prima regina dei siracusani fu Eleonora d'Angiò, l'ultima fu invece l'infante di Navarra Germana de Foix, nipote del re di Francia Luigi XII e consorte di Ferdinando II d'Aragona.

### Epoca moderna

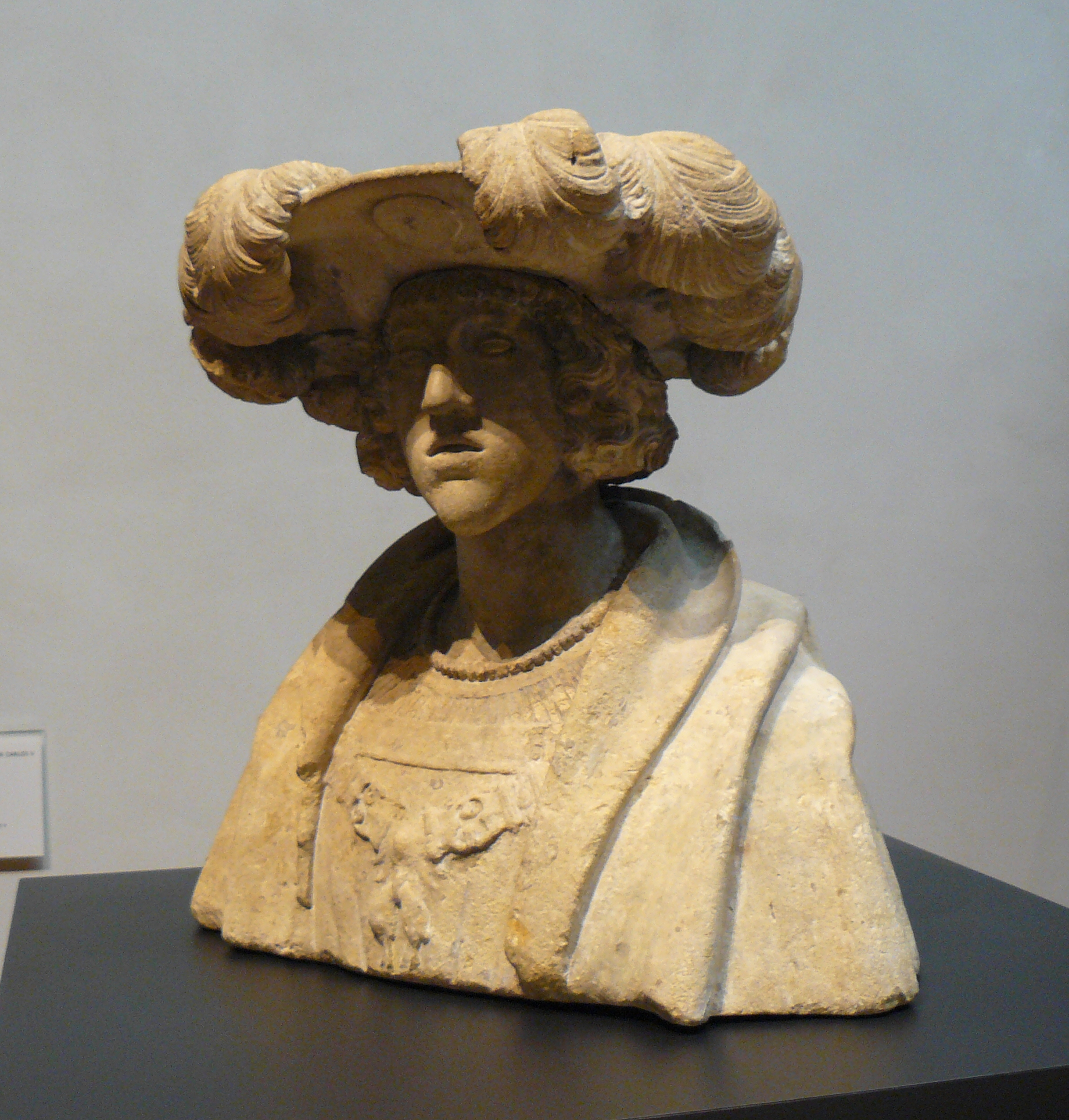
Busto di Carlo V negli anni venti del '500 (museo nazionale di scultura, Spagna, Valladolid)

Anche grazie al profondo legame affettivo che vi era tra Germana de Foix e il primo sovrano dell'Impero spagnolo Carlo V d'Asburgo, Siracusa ebbe con quest'ultimo regnante un rapporto piuttosto intrinseco, che portò alla corposa testimonianza delle gesta dell'Asburgo nei più variegati aspetti della storia siracusana. L'epoca di Carlo V fu segnata dalla guerra contro l'Impero ottomano. Siracusa, in quanto terra di confine tra il Mediterraneo occidentale e quello orientale, divenne un perno fondamentale per difendere i confini imperiali spagnoli. Carlo V, quindi, la fece fortificare in maniera talmente poderosa che essa assunse, da qual momento in avanti, l'appellativo di fortezza.
Risale inoltre all'operato dei soldati spagnoli di Carlo V la trasformazione di Ortigia in un'isola, poiché essi tagliarono l'istmo che i Greci avevano costruito circa mille anni prima, riportando così Ortigia alla sua forma geografica originale.
Nel 1529 l'Ordine dei cavalieri Ospitalieri di San Giovanni di Gerusalemme si trasferì a Siracusa: le fonti si dividono su chi sostiene fosse stato lo stesso Carlo V a indirizzarli nel siracusano, per tenere lontane le flotte turche e i pirati barbareschi, e chi invece sostiene fosse stata iniziativa del Gran Maestro Philippe de Villiers de L'Isle-Adam. I cavalieri erranti, in quanto privi di fissa dimora dopo la perdita dell'isola di Rodi, rimasero a Siracusa un intero anno, fino a quando ricevettero, nell'aprile del 1530, i documenti concessi da Carlo V, in qualità di re di Sicilia, sull'infeudamento dell'arcipelago di Malta al loro Ordine; in cambio l'Asburgo pretendeva dalla sacra milizia la fedeltà al monarca siciliano. I cavalieri accettarono.
Siracusa divenne allora testimone della nascita dell'Ordine dei cavalieri di Malta (data la vicinanza tra le due isole, i cavalieri instaureranno con i siracusani un rapporto molto stretto, non privo di conflittualità).

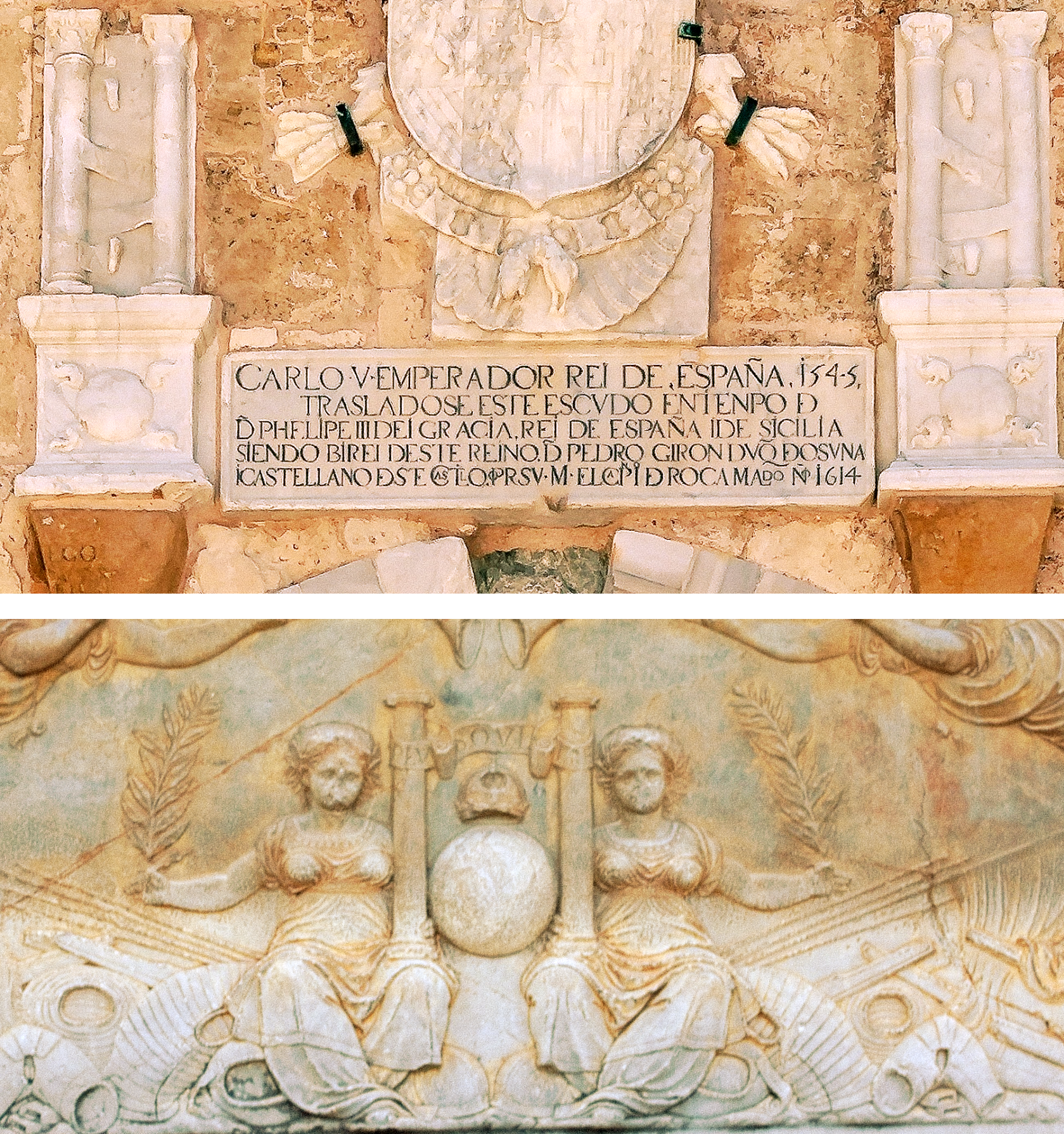
In alto: le colonne d'Ercole con il motto Plus Ultra e il globo terrestre; i simboli personali di Carlo V — adottati a seguito della scoperta delle Americhe — sormontano tutt'oggi l'ingresso del castello Maniace di Siracusa (la targa fu da egli voluta nel 1542).
In basso: gli stessi simboli nel Palazzo di Carlo V

Il '500 fu per Siracusa un secolo di grandi catastrofi naturali: l'evento per essa più distruttivo fu il terremoto del 1542, durante il quale la città fu vicina alla distruzione totale. Carestie ed epidemie decimarono la popolazione (solo qualche decennio prima del terremoto era stata persino attesa una fine del mondo). Pure Carlo V, negli anni del pieno fervore religioso (in Sicilia vigeva l'inquisizione spagnola), si convinse di dover punire degli ignoti peccatori che, avendo provocato l'«ira del Cielo» (così sostenevano i siracusani), avevano attratto la calamità sulla città.
Guerre e calamità perdurarono a un ritmo sostenuto anche per tutto il secolo successivo. Siracusa, difatti, non riuscì più a tenere il passo con la crescita demografica degli altri principali centri di Sicilia (mentre nella maggior parte dell'isola la popolazione aumentava, a Siracusa accadeva l'opposto: la sua popolazione andava sempre più a diminuire).
In epoca spagnola Siracusa era nota soprattutto con il nome di Zaragoza de Sicilia (o Çaragoça de Sicilia): fin dal principio della loro presenza sull'isola, gli spagnoli l'avevano appellata come la capitale aragonese Saragozza e, per distinguerla da questa, nei documenti ufficiali figurava sempre come la Saragozza di Sicilia.
Tra i principali eventi bellici del periodo, particolarmente rilevanti per Siracusa furono: la tentata invasione da parte del sultano Solimano il Magnifico (come tentativo di riscossa dopo la sconfitta musulmana nella battaglia di Lepanto), la sconfitta dei cavalieri di Malta al Plemmirio, la guerra del re Sole, Luigi XIV di Francia (nel contesto della seicentesca guerra d'Olanda), che interessò soprattutto i domini spagnoli del siracusano; durante quest'ultimo conflitto perse la vita e fu seppellito a Siracusa l'ammiraglio d'Olanda Michiel de Ruyter (il cui corpo venne in un secondo tempo reclamato dagli olandesi di Amsterdam).
Nel 1693 si verificò nel siracusano un altro terremoto distruttivo, con conseguente maremoto, che stavolta interessò la maggior parte della Sicilia orientale. Siracusa patì meno danni rispetto all'evento sismico del 1542, ma ne uscì ugualmente stremata. Nel 1700, con la morte prematura di Carlo II di Spagna, si aprì la violenta contesa per decidere il nuovo dinasta dell'Impero spagnolo. La guerra di successione spagnola coinvolse pienamente Siracusa, poiché la Sicilia divenne terra contesa a seguito del trattato di Utrecht, con il quale il Ducato di Savoia venne unito al Regno di Sicilia e la Spagna perdeva il controllo di quest’ultimo.
La Spagna di Filippo V, non avendo tuttavia alcuna intenzione di rinunciare al possesso dell'isola, disattese le aspettative delle altre potenze europee e intraprese una guerra per svincolare la Sicilia dai piemontesi e riportarla sotto l'influenza iberica. Fu in tale contesto che Siracusa divenne la fortezza savoiarda nella quale si rifugiò Annibale Maffei, viceré di Vittorio Amedeo II di Savoia, mentre l'esercito spagnolo aveva già conquistato quasi l'intera isola. Intervenne allora in terra aretusea, per la prima volta, l'esercito britannico, poiché l'intento di Giorgio I d'Inghilterra era impedire alla Spagna di riconquistare gli antichi domini perduti.
Segnò una svolta importante nella storia di Siracusa lo scontro dell'11 agosto 1718 tra spagnoli e inglesi, che vide la vittoria di quest'ultimi nelle acque siracusane: l'esito di quella battaglia difatti sancì la fine dei rapporti con la terra iberica e il principio di un'assidua presenza britannica sul territorio.
Dopo la separazione dal Piemonte e una breve e tormentata parentesi austriaca, durata circa quindici anni, Siracusa entrò a far parte dei domini della corona dei Borbone di Napoli. Nel 1798 Napoleone Bonaparte mise fine a un lungo periodo di pace, reclamando per la Francia l'isola di Malta e cacciando da essa i cavalieri, un gruppo dei quali andò a chiedere aiuto allo zar della Russia Paolo I Romanov. Venne scatenata una disputa per il possesso dell'arcipelogo maltese; disputa che si estese ai siracusani, poiché Bonaparte non era estraneo al desiderio di conquistare la Sicilia. La città aretusea ricevette nel suo porto dapprima la flotta britannica di Horatio Nelson (celebre la sua frase sull'acqua della Fonte Aretusa, grazie alla quale egli avrebbe riportato la vittoria su Bonaparte in Egitto) e in seguito quella di Cuthbert Collingwood, successore di Nelson nel ruolo di comandante della Mediterranean Fleet, che richiese il pieno possesso marinaro di Siracusa per i soldati di Sua Maestà Britannica. Le truppe di terra del Regno Unito, così come quelle di mare, presidiarono la città per tutta la durata del conflitto bellico napoleonico, lasciandola scoperta solo dopo il 1813 (il periodo napoleonico formò un forte legame con l'Inghilterra, tale da far vacillare la stabilità politica di Siracusa).
Da segnalare che nel medesimo periodo Siracusa accolse la flotta degli Stati Uniti d'America, la quale rimase nel suo porto dal 1803 al 1807, durante lo svolgimento della prima guerra barbaresca. Gli americani lasciarono però la città a seguito dei difficili rapporti con i soldati britannici (dopotutto le reminiscenze della guerra d'indipendenza americana erano ancora vivide e la Gran Bretagna si apprestava a occupare militarmente Siracusa per impedire ai francesi di conquistarla, non volendo ulteriori presenze armate in essa).
Il Regno delle Due Sicilie, nato nel 1816, attraversò a partire dagli anni '20 una profonda crisi, poiché la Sicilia non accettò mai l'unione della propria corona a quella napoletana, con la conseguente privazione di autonomia. Siracusa si unì alla ribellione negli anni '40: per essa lo spartiacque, capace di spazzare via in un sol colpo la fiducia nel governo borbonico, fu dato dalla crisi sanitaria che la colpì nel 1837, quando un'epidemia di colera funestò pesantemente la città. Avvennero delle rivolte e con esse nacquero delle discordie insanabili tra i siracusani e l'autorità dei Borbone: Ferdinando II per riportare Siracusa sotto il suo controllo ricorse all'uso delle forze armate, le quali non risparmiarono odiose ritorsioni alla popolazione. Infine il re tolse alla città il titolo di capoluogo, dando origine alla provincia di Noto. I siracusani, quindi, aderendo ai moti rivoluzionari del 1848 (noti come Primavera dei popoli), accolsero tra le loro mura i soldati inglesi, poiché la Gran Bretagna, affiancata quasi subito dalla Francia, s'impose come potenza mediatrice nella disputa in corso tra i siciliani e i Borbone di Napoli, i quali dovettero accettare, momentaneamente, l'esistenza di un nuovo Regno di Sicilia.
Siracusa, divisa tra il presidio dei soldati inglesi e quello dei soldati francesi, vide finire molto presto il fugace momento indipendentista e si ritrovò nuovamente sotto le insegne di Ferdinando; ciò anche a causa della rivalità tra i paesi europei intervenuti nel conflitto. La svolta definitiva avvenne con i successivi moti per la nascita del Regno d'Italia: Siracusa, liberatasi autonomamente dal dominio dei Borbone delle Due Sicilie, si consegnò ai Garibaldini il 28 luglio del 1860. Il potere dei sovrani borbonici venne annullato e la città dal 1865 tornò ad essere stabilmente il capoluogo della provincia siciliana sud-orientale (all'epoca la provincia di Siracusa conteneva al suo interno anche la futura provincia di Ragusa).

### Epoca contemporanea

Lo sbarco delle truppe inglesi presso la spiaggia aretusea di Fontane Bianche (luglio 1943)

Durante la guerra coloniale italiana e durante l'epoca fascista Siracusa assunse il suo classico ruolo strategico, essendo la sua posizione geografica predisposta alla rotta tra l'Italia e l'Africa. Il re Vittorio Emanuele III risiedette in città diverse volte (l'ultimo suo soggiorno fu nel 1942), così come venne in visita in più di un'occasione il duce Benito Mussolini.
Dal 1941 al 1943, con lo scoppio della seconda guerra mondiale, Siracusa subì numerosi bombardamenti. Nella primavera del 1941, al largo della città, i soldati britannici silurarono il transatlantico Conte Rosso; un attacco che causò un gravissimo numero di vittime per l'Italia (con oltre milleduecento morti fu il più alto tributo di vite umane che si verificò a bordo di una nave italiana durante la prima fase del conflitto).
La città venne occupata dagli Alleati tra la notte del 9 luglio e il giorno del 10 luglio 1943, tramite l'operazione Ladbroke (a sua volta parte dell'operazione Husky). In un primo momento essa fu la sede principale dell'AMGOT, il governo militare alleato che prese il controllo della Sicilia. Nei pressi della frazione di Cassibile, esattamente nella contrada Santa Teresa Longarini (pochi chilometri dall'ingresso sud di Siracusa), venne firmato segretamente il 3 settembre 1943 l'armistizio tra l'Italia e gli Alleati (che sarà reso noto al mondo tramite il Proclama Badoglio dell'8 settembre 1943; data alla quale esso rimarrà legato). In seguito venne costruito nella periferia centrale della città il Syracuse War Cemetery per i caduti inglesi (adiacente al cimitero monumentale siracusano). Finita la guerra, la città conobbe un periodo di ricostruzione e nuove speranze.
Il 1953 fu un anno importante per Siracusa, poiché avvenne al suo interno la lacrimazione di un'effigie mariana (raffigurante il Cuore Immacolato di Maria), evento che la chiesa ha in seguito dichiarato miracoloso.

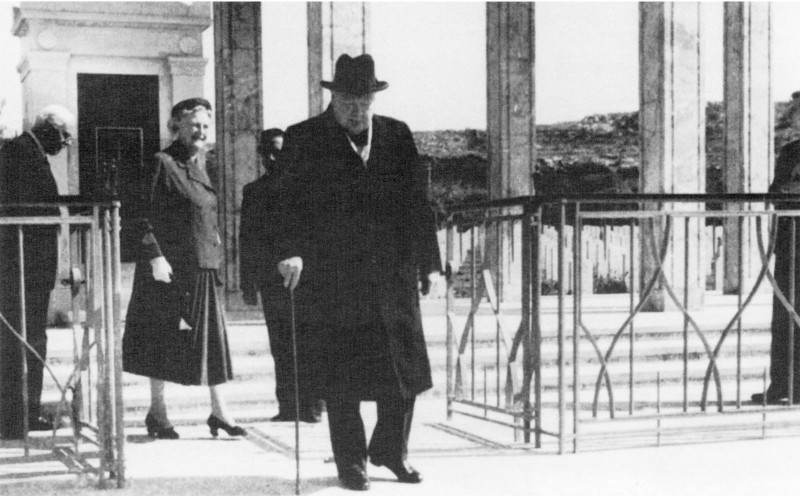
Sir Winston Churchill in visita al Syracuse War Cemetery durante la sua permanenza in città nel 1954

Nel 1954 giunse in città, ufficialmente in vacanza, Winston Churchill (vi era già stato una prima volta nel 1917, di passaggio, quando da Vienna si era diretto a Malta). Il primo ministro inglese nei suoi racconti ricorderà la permanenza a Siracusa come «la vacanza più deliziosa della sua vita da viaggiatore».
Tra la fine degli anni '50 e la fine degli anni '70 nacque e si sviluppò, nel lato periferico nord della città, il polo petrolchimico siracusano; annoverato tra i più vasti poli petrolchimici d'Europa. Ciò non fu senza ripercussioni sociali: per quanto riguarda i territori di Siracusa, l'industria interessò la baia di Santa Panagia, la contrada Targia e il borgo di Priolo Gargallo, che divenendo un centro industriale, chiese ed ottenne l'indipendenza da Siracusa nel 1979. Le industrie collegate al petrolchimico giunsero a lambire l'entrata nord della città. Oltre ad una ricchezza economica circoscritta, il polo portò al deturpamento e all'inquinamento dell'ambiente circostante.
Nel 1990 un violento terremoto, detto di Santa Lucia, poiché accadde il 13 dicembre, provocò ingenti danni alla città e parecchie polemiche per il silenzio istituzionale che ne seguì.
Il 5 e 6 novembre del 1994 papa Giovanni Paolo II venne in città per inaugurare il santuario della Madonna delle Lacrime e per l'occasione tenne un discorso alla cittadinanza, esortandola a reagire dinnanzi all'emarginazione socio-economica che rischiava di escluderla dalla vita della nazione.
Nel 2005 Siracusa è stata inserita dall'UNESCO nella lista dei patrimoni dell'umanità, congiuntamente alle vicine necropoli rupestri di Pantalica. Un altro evento significativo per la città si verificò nel 2009, quando al Castello Maniace venne organizzato il forum del G8 per l'ambiente, dal quale scaturì la carta di Siracusa sulla biodiversità.

### Simboli

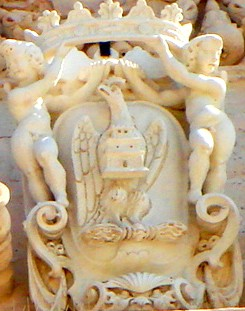
Lo stemma di Siracusa scolpito sulla facciata del palazzo del Senato cittadino

Anticamente la città aveva i propri simboli di riconoscimento nelle emissioni monetali. Il suo più noto e antico emblema era il volto di Aretusa circondato da delfini, che la rese celebre nel Mediterraneo. Essa inoltre fu la prima città di Sicilia a incidere sulle monete la figura della Triscele, contribuendo in maniera decisiva alla sua diffusione come simbolo principale dell'isola.
Siracusa rappresenta anche uno dei primi luoghi geografici ad aver adottato la figura dell'aquila: essa, a partire dal periodo ellenistico, la incideva sul metallo, mostrandola nell'atto di afferrare un fascio di fulmini. E proprio questo animale — con gli artigli sempre serrati sulla folgore, originario segno di Zeus — venne ripreso durante il Medioevo per divenire l'unico simbolo della città, inciso sulla sua arma già durante il trono degli Svevi.
In seguito, nel XV secolo, una fortezza andò a sostituire del tutto l'aquila, fino a quando, nel XVII secolo, i più longevi simboli della città vennero uniti e formarono quello che è lo stemma di Siracusa: un'aquila turrita (con castello torricellato) cinta da corona.
(Descrizione dello stemma all'interno dello statuto comunale.)
L'attuale stemma è stato concesso l'8 dicembre del 1942 e viene citato nel terzo articolo dello statuto comunale. Il motto posto sotto lo scudo di colore verde, su una lista di colore azzurro, reca la scritta S.P.Q.S, in lingua latina, «Senatus PopulusQue Syracusanus», tradotto: "Il Senato e il Popolo Siracusano".
Mentre la sopracitata figura di Aretusa attorniata da delfini odiernamente viene adoperata insieme alla biga (che come la quadriga era un altro noto simbolo della città antica), alla Vittoria alata e al leone (figura che faceva la sua comparsa nel contesto bellico contro Cartagine) per rappresentare lo stemma del libero consorzio comunale di Siracusa (ex-provincia).
Il gonfalone è costituito da un drappo di verde.

## Monumenti e luoghi d'interesse
(UNESCO, Syracuse and the Rocky Necropolis of Pantalica.)
Siracusa è tra le principali città d'arte in Italia. Colma di pregevoli monumenti e luoghi d'interesse, deve le sue innumerevoli testimonianze architettoniche e culturali a una storia altrettanto ricca e antica.
L'UNESCO annovera Siracusa tra i patrimoni dell'umanità utilizzando quattro criteri, tra i quali l'eccezionale importanza universale degli eventi che qui si verificarono (VI criterio) e la straordinaria diversità culturale concentrata in un unicum spazio (II criterio).
La città abbraccia nel suo insieme un patrimonio architettonico-culturale plurimillenario, custodendo nei suoi musei reperti archeologici di un'antichità ancora maggiore rispetto alla sua fondazione greca.

### Architetture civili

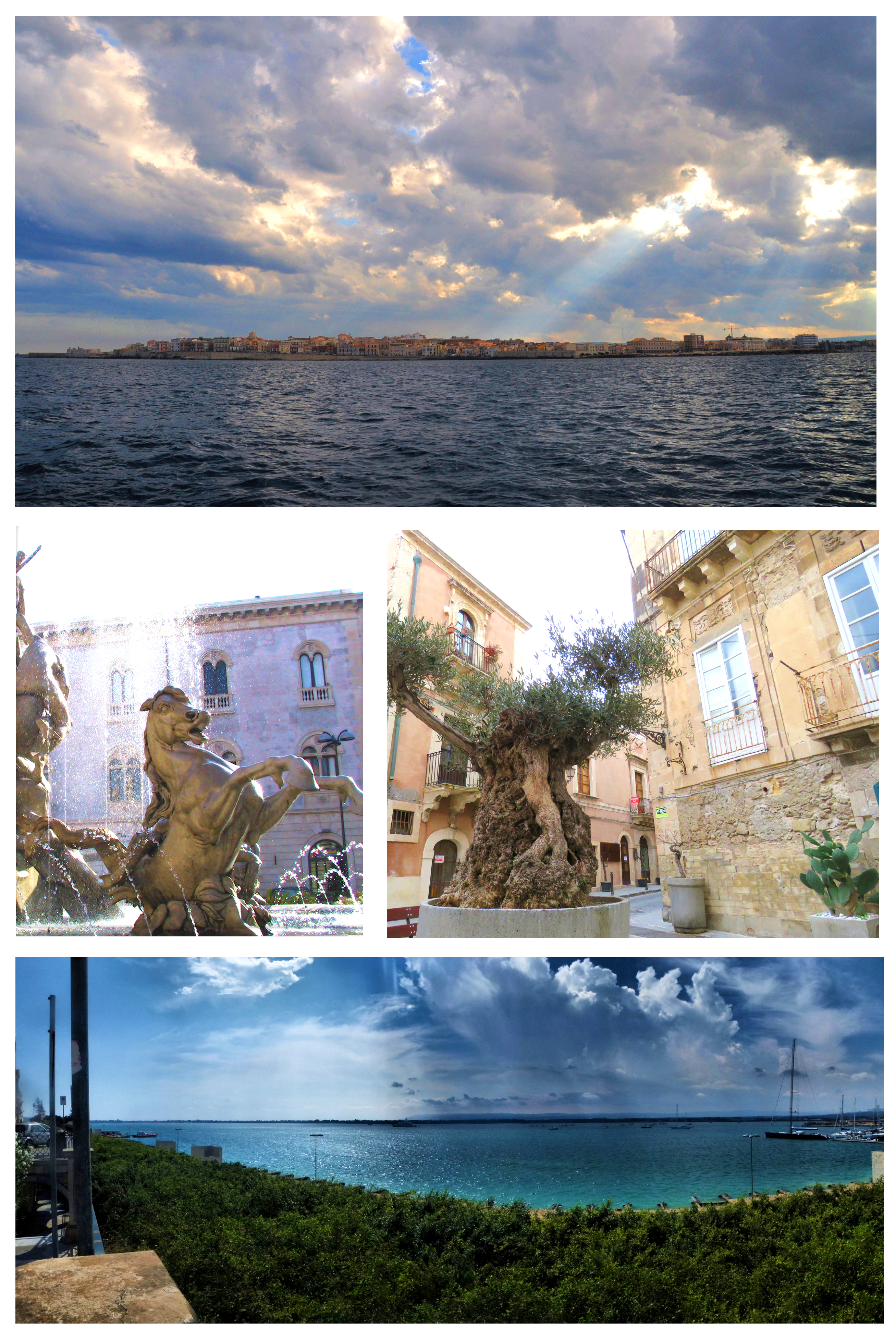
Nel collage alcune delle vedute più caratteristiche dell'isola di Siracusa, Ortigia

Le architetture di Siracusa mostrano quasi sempre facciate bianche, tendenti al beige o al giallo-oro, poiché esse sono state erette con la pietra degli Iblei, che in dialetto prende il nome di pietra giuggiulena: la pietra torrone; data la sua modellabilità e le sue tonalità simili a quelle dell'alimento sopracitato. Per tale motivo Siracusa viene spesso appellata, architettonicamente, «città bianca».
La maggior parte dei numerosi e antichi palazzi nobiliari si trova sull'isola di Ortigia, poiché in epoca medievale e rinascimentale la città era esclusivamente racchiusa al suo interno, mentre la Siracusa di più recente edificazione ospita gli edifici di carattere amministrativo e governativo (ad esempio il plesso ospedaliero e il tribunale di giustizia). Tra le prime costruzioni civili dell'età post classica si annoverano la trecentesca sede della Camera reginale e il trecentesco palazzo Mergulese-Montalto, in stile gotico chiaramontano. In città permangono altre architetture medievali, soprattutto del periodo aragonese-catalano: esempi ne sono il palazzo Bellomo e gli elementi sopravvissuti del palazzo Zapata-Gargallo, appartenuto alle omonime prestigiose famiglie (un loro discendente fu il fondatore dell'originario borgo di Priolo Gargallo, Tommaso). Tuttavia è dopo il terremoto seicentesco, e quindi con la conseguente ricostruzione, che fa la sua comparsa lo stile predominante di Siracusa: il barocco siciliano. La città ha dato i natali ad uno dei principali esponenti di questo stile: l'architetto Rosario Gagliardi.
Il palazzo del Vermexio, sede del governo comunale, rimane uno dei maggiori esempi dell'arte barocca applicata ad un edificio amministrativo. L'evoluzione definitiva del barocco fu il rococò; Siracusa ne mostra chiaramente gli elaborati segni: palazzi come il Beneventano del Bosco (nelle cui antiche stanze risiedettero, in tempi diversi, il Gran maestro dei cavalieri di Malta Philippe de Villiers de L'Isle-Adam, l'ammiraglio Horatio Nelson e i sovrani Borbone che giunsero in città, tra i quali il conte di Siracusa, Leopoldo delle Due Sicilie), l'Impellizzeri, il Borgia del Casale (proprietà del ramo siracusano dell'influente famiglia dei Borgia), il Bonanno di Linguaglossa, che si distingue per le facciate con stemmi barocchi e per lo splendido loggiato cui si accede attraverso uno scalone di marmo rosso, vennero edificati adottando li suddetto stile ornamentale.
L'edificio che ospita la curia siracusana è il palazzo Arcivescovile; al suo interno sono visibili vari secoli di mutazioni architettoniche: dall'edificazione sveva a quella settecentesca e ottocentesca. Risalgono direttamente all'Ottocento e riflettono gli stili Liberty e neoclassico (singolarmente o alle volte entrambi) i palazzi intitolati: della Sovrintendenza ai Beni Culturali, dell'Orologio (così chiamato per via del grande orologio meccanico che sovrasta la sua sommità), dell'Antico mercato, della Camera di Commercio.

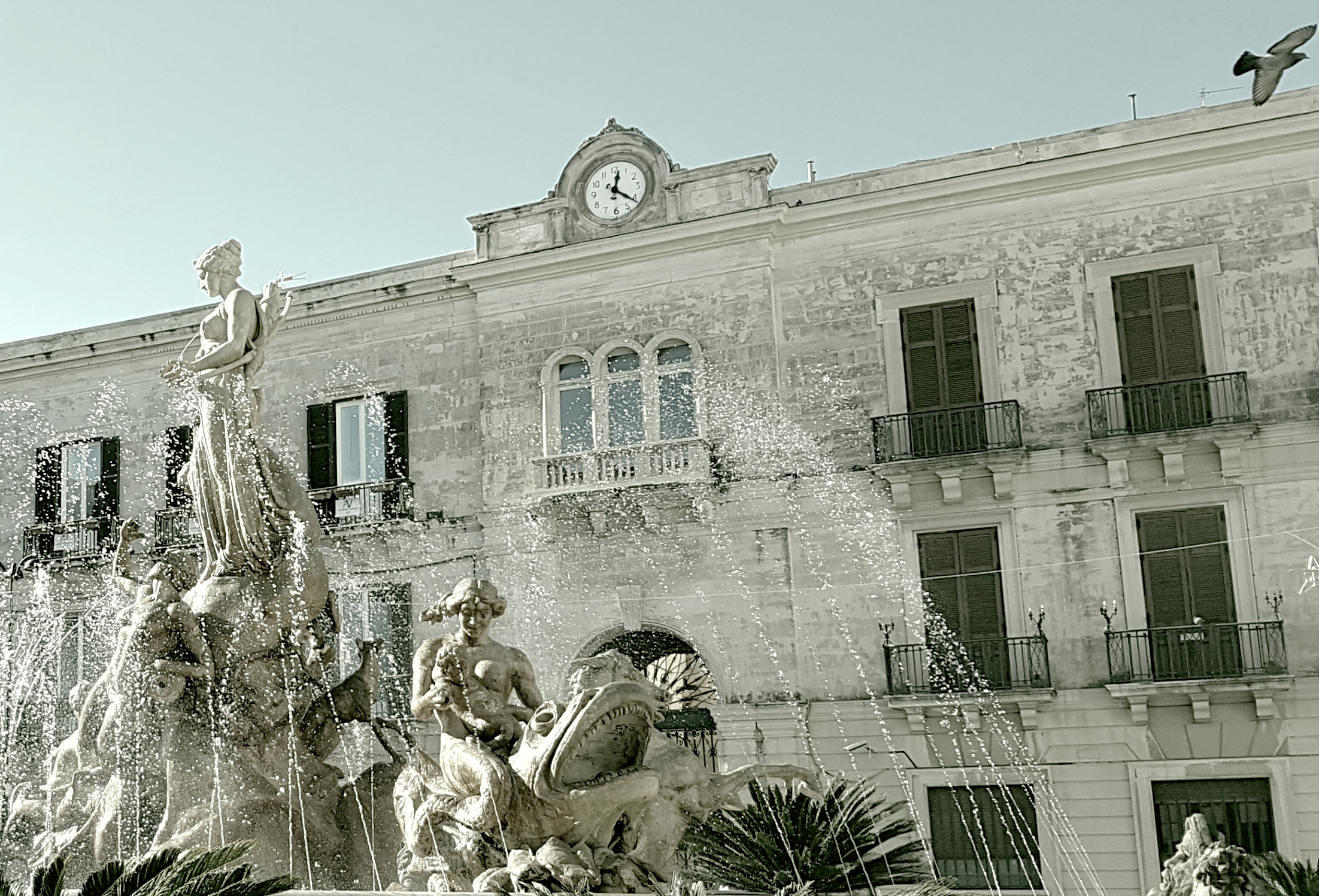
Nell'immagine il prospetto frontale del palazzo dell'orologio, presso piazza Archimede. Sulla sinistra le statue della fontana di Diana

Ottocentesco è anche il palazzo del teatro comunale di Siracusa, costruito affinché «la terra di Epicarmo avesse un teatro adatto» ad ospitare la vita artistica della popolazione. Un decennio dopo venne inaugurato il palazzo della stazione ferroviaria e a seguito di ciò vi fu l'inaugurazione dell'edificio per la stazione marittima (odierna sede della Capitaneria di Porto).
Nella prima metà del Novecento vennero realizzati il palazzo dell'hotel Des Etrangers, del Grand Hotel (entrambi tra i più antichi hotel siracusani) e il palazzo delle Poste (odiernamente convertito anch'esso in struttura ricettiva).
Le principali e storiche ville della città sono essenzialmente tre: Politi, Landolina e Reimann. La villa Politi sorge sopra le latomie siracusane (nata come Grand Hotel Villa Politi) e venne edificata nel XIX secolo dalla nobile austriaca Maria Theresa Laudien, moglie del siracusano Raffaello Politi, la quale con il suo operato le fece conferire la nomea di «salotto internazionale» (tra le tante personalità ospitò anche i principi del Piemonte e Winston Churchill).
La villa Landolina, sita nel quartiere della Neapolis, è anch'essa una dimora del XIX secolo. Porta il nome della famiglia Landolina, il cui più illustre membro fu l'archeologo e naturalista Saverio Landolina (fu egli che riportò alla luce la nota Venere siracusana e che difese l'esistenza della colonia spontanea dei papiri aretusei, entrando inoltre nel dibattito su chi scoprì questa rara pianta). Accanto ad essa, dentro il suo terreno, è stato costruito il museo archeologico regionale Paolo Orsi. Un grande parco alberato e tombe dei caduti di altre nazioni completano la sua complessa area.
Villa Reimann invece, conosciuta anzitutto per il suo particolare ed esteso giardino (copre 35.000 m² di suolo urbano), che è detto «Giardino delle Esperidi», sorge a pochi passi dalla necropoli della tomba di Archimede e prende il nome dalla nobile infiermiera danese Christiane Reimann, che trasferendosi a Siracusa acquistò l'immobile nel 1933. Per volere della stessa nobil donna, la villa odiernamente è divenuta proprietà del comune. Meritevole di attenzione è inoltre la villa Bonanno (nota pure come castello per via del suo aspetto imponente), ormai in stato di abbandono, la quale sorge a Tremilia, periferia di Siracusa: inizialmente il proprietario della villa fu lo scozzese Gould Francis Leckie, che nel 1800 ottenne la concessione dell'antico terreno ecclesiastico, ma avendo dovuto egli in seguito abbandonare la Sicilia (Leckie durante l'occupazione britannica di Siracusa entrò in conflitto con i sovrani borbonici), l'edificio passò ai baroni siracusani Bonanno.

### Architetture militari
Al principio sorse il castello Eurialo (ubicato nell'odierna frazione di Belvedere), voluto dal tiranno Dionisio il Grande come perno difensivo e punto di congiunzione delle sue vaste mura, alzate contro gli assalti dei Cartaginesi e di altri popoli dalle intenzioni bellicose (Siracusa in quel periodo aveva appena respinto l'offensiva di Atene, sentiva quindi la necessità di aumentare le proprie difese per far fronte ad altre guerre). Anche Archimede mise mano alla fabbricazione del castello, arricchendolo di insidie per i nemici della pentapoli. L'Eurialo è l'opera militare che quando millenni dopo fu veduta dal Kaiser Guglielmo II di Germania, venne presa ad esempio per la guerra di tunnel e trincee combattuta dai tedeschi.
Nella prima metà del Duecento sorse il Castello Maniace, in stile gotico, progettato da Federico II di Svevia su un forte precedente, a sua volta realizzato dal generale bizantino Giorgio Maniace; a lui Federico intitolò la propria costruzione. Questo castello, considerato come una delle più rappresentative architetture federiciane, rivestì un importante ruolo nella vita militare della città medievale: adibito a prigione e usato per contrastare le incursioni piratesche, ma quando giungevano i sovrani del Regno era in grado di divenire anche un'elegante sede di corte.
Con l'avanzare dei secoli Siracusa venne sempre più fortificata. Nel Cinquecento, sotto il dominio degli spagnoli, venne distrutta la gran parte dei monumenti greco-romani (alcuni già compromessi dai molteplici terremoti) per riutilizzarne la pietra, costruendo così poderosi bastioni e muraglie, che mutarono definitivamente l'aspetto della città.
Le fortificazioni e il regime militaresco raggiunsero un livello tale che la Siracusa seicentesca e settecentesca è stata definita dagli storici moderni «una caserma abitata da civili», ma anche la «piazzaforte d'Europa», pensata per risultare inespugnabile. Al riguardo ne diede una chiara descrizione un noto viaggiatore britannico del XIX secolo, Henry Clark Barlow, che annotò quante e quali strutture belliche fosse necessario attraversare prima di entrane nella città; che chiudeva le proprie porte al tramonto, lasciando fuori chi non riusciva a varcarle in tempo:
(Henry Clark Barlow, 1843.)
Bisognerà attendere la fine dell'Ottocento per lo smantellamento completo delle possenti architetture militari: di esse sono rimaste in piedi, ben visibili, il forte Vigilena (prima chiamato forte della Gradiglia) e il forte San Giovannello (ex forte della Ferraria). Va inquadrato nell'ottica militare anche il palazzo che ha ospitato il carcere ai tempi dei Borbone: la sua costruzione fu sollecitata dalle sempre più crescenti ribellioni dei siracusani nei confronti della monarchia napoletana. I Borbone quindi, non essendoci più spazio nel carcere che sorgeva dietro piazza del Duomo, fecero edificare nel 1853 questa nuova struttura. Il palazzo è odiernamente in attesa di restauro.
Nel 1735 venne edificata la caserma del Genio militare, in seguito intitolata al patriota siracusano Gaetano Abela. La caserma Abela è sita all'interno dell'area del castello Maniace: fino al 2001 fu sede del reggimento di Fanteria e del Genio guastatori, per poi diventare la dimora universitaria per la facoltà di architettura.
Con l'espandersi della città si è ampliata anche la superficie dell'architettura militare: nel decennio che precedette la seconda guerra mondiale sorse a Siracusa l'idroscalo (odiernamente sede del 34º Gruppo Radar dell'Aeronautica Militare), seguito dalla costruzione della batteria Lamba Doria, che occupa 48.000 m² nella parte meridionale della Penisola della Maddalena. Sorsero numerosi bunker, disseminati un po' ovunque, e sorse l'edificio sotterraneo per il deposito di carburante della Regia Aeronautica di Siracusa.
Sempre al secondo conflitto mondiale è legata la presenza della batteria di Capo Santa Panagia, incorporata nella vasta area della base della Marina militare siracusana e da essa tutelata come bene archeologico bellico. Inoltre, d'interesse storico-bellico è divenuto l'ipogeo di Piazza Duomo, poiché questo lungo tunnel (che dal sito della cattedrale spunta al Foro Italico, presso la Marina) è stato uno dei principali rifugi della popolazione durante i bombardamenti dell'ultimo conflitto.
Altro elemento architettonico militare predominante di Siracusa sono le torri: l'area comunale che annovera molte (retaggio di un passato bellico incentrato sull'avvistamento e la difesa del territorio); ben 10 le principali: torre di Ognina, torre Cuba, torre Milocca, torre Tonda, torre Landolina, torre Teatro Greco, torre Pizzuta, torre Targia, torre Bosco Minniti, torre Modica. Menzione a parte tra le torri merita la costruzione simbolo della frazione di Belvedere: chiamato u Semafuru (il Semaforo), è una costruzione militare del XIX secolo composta da una torretta merlata sulla cui cima sorgeva fino al 1955 un'antenna luminosa che tramite alfabeto Morse comunicava con le navi sottostanti: in transito e in avvicinamento al porto di Augusta e al porto di Siracusa.

### Altro
Il comune di Siracusa ospita nella piazza dei Cappuccini (accanto all'omonimo convento e all'omonima latomia) il monumento ai Caduti italiani d'Africa, risalente al periodo fascista ma assemblato solo decenni dopo il crollo del regime. Il monumento vuole commemorare i soldati morti sul continente africano durante la guerra coloniale. Al suo interno si trova una cappella dedicata al legionario, mentre al suo esterno è stata recentemente apposta una targa che ricorda anche le vittime dell'affondamento del transatlantico Conte Rosso, avvenuto poco distante dal luogo in cui è ubicato il monumento.
La città possiede tre storici fari, punti di riferimento per la navigazione marittima: il faro del castello Maniace, che di colore verde (così come verde è la sua luce) domina il promontorio della costruzione federiciana; il faro di Massolivieri, di colore rosso e costruito sopra un'antica abitazione rurale, funge da guida per segnalare la presenza del promontorio della Penisola della Maddanela; il faro di Capo Murro di Porco, il quale estende la sua luce bianca sul capo che gli dà il nome ed è il faro siracusano più famoso, oltre a rappresentare uno dei più importanti segnali luminosi della Sicilia orientale: esso appare anche nelle riprese di una pellicola televisiva intitolata L'isola dei segreti - Korè. Il demanio ha fatto rientrare il faro in questione tra le prime nove strutture del suo genere in Italia cedute in affitto per essere trasformate in caratteristici alberghi, pur continuando a svolgere la loro funzione di segnalatori marittimi.
Sviluppandosi in parte su un'isola ed essendo da un lato attraversata da fiumi e canali, Siracusa ha nel corso della sua longeva storia edificato svariati ponti; il comune collega Ortigia al resto della città tramite due ponti, il più monumentale dei quali è chiamato Ponte Umbertino: dal sovrano Umberto I, che regnava quando esso venne costruito. Mentre la sua entrata sud è caratterizzata da un ponte che permette di superare i letti del Ciane e dell'Anapo; quest'ultimo fiume prima era sormontato da un altro ponte fatto di pietra, nel quale si combatté la battaglia contro gli inglesi il 10 luglio 1943. Inoltre un ulteriore importante ponte collega la strada costiera che dall'area di Fontane Bianche giunge a quella di Cassibile, superando così la foce di uno dei maggiori fiumi iblei.

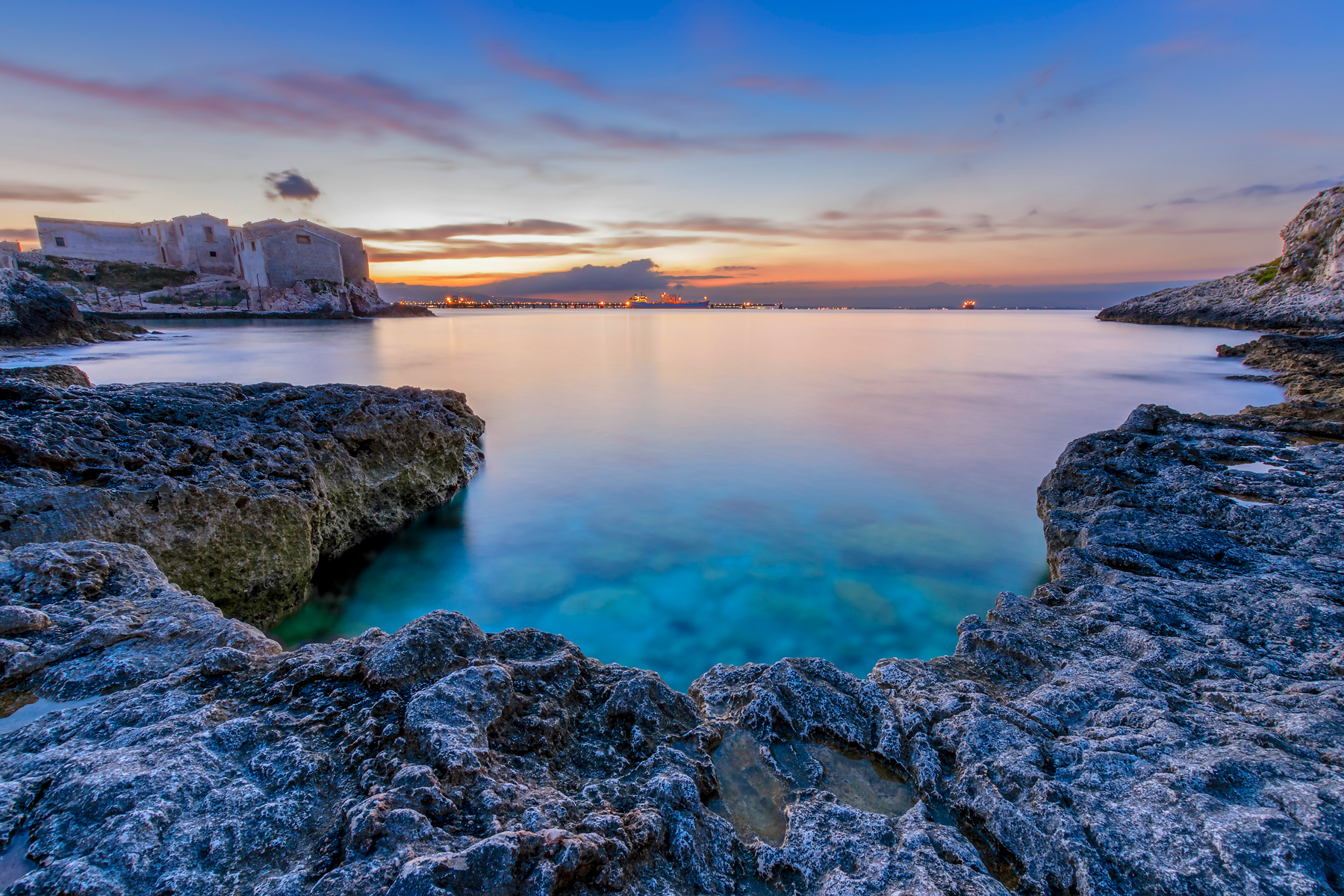
La baia di Santa Panagia con l'omonima tonnara che spunta sulla parte sinistra dell'immagine

Il punto in cui sgorga la fonte Aretusa, con la struttura architettonica che la circonda, è uno dei luoghi più visitati di Siracusa: nei secoli ha mutato molte volte il proprio aspetto, venendo circondata da grosse fortificazioni, accogliendo nelle sue acque i papireti e divenendo persino il lavatoio delle siracusane nei tempi post-classici. Oltre a ciò, sull'isola sono concentrate diverse opere scultoree: su tutte spicca la novecentesca fontana di Diana, la quale mostra gli elementi principali della leggenda del dio oceanico Alfeo, della ninfa Aretusa e della sua protettrice, Artemide (la Diana dei Romani). Rientra altresì nel patrimonio architettonico di Siracusa l'antica tonnara di Santa Panagia, dalle origini medievali (la sua fondazione risale al 1100), che con alterne vicende è rimasta attiva fino agli anni '50 del XX secolo.

### Siti archeologici
Lungo tutto il percorso della regione siracusana si possono osservare rilevanti testimonianze archeologiche. Oltre alle già citate aree dei templi sacri, la città possiede uno dei più estesi ambienti archeologici del Mediterraneo, racchiuso in un parco che porta il nome del quartiere in cui sorge: il parco archeologico della Neapolis. Esso copre 240.000 m² di superficie urbana e custodisce al suo interno alcune delle più imponenti testimonianze della Siracusa greco-romana:

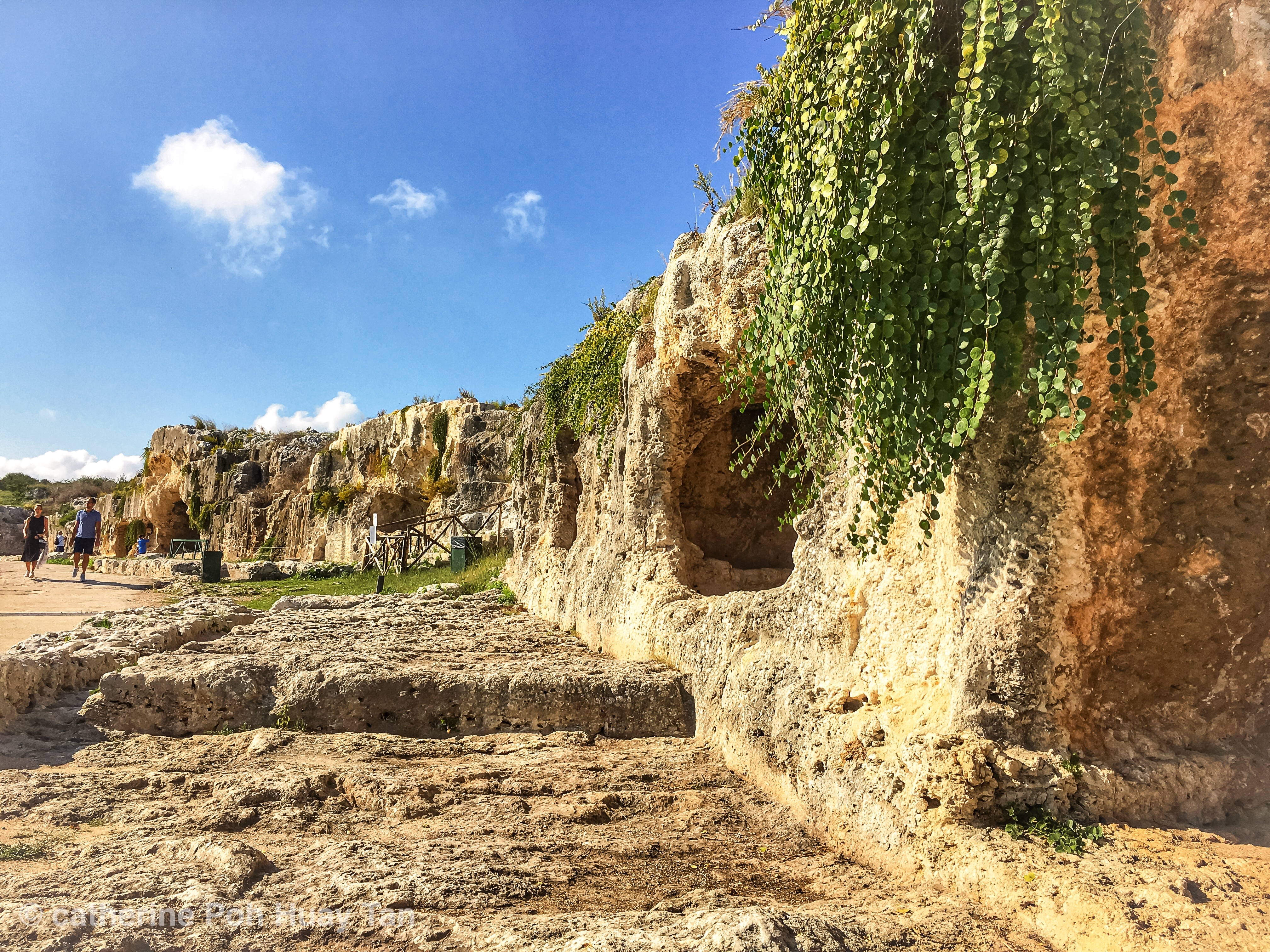
Alle spalle del teatro greco; le tombe della Via dei Sepolcri

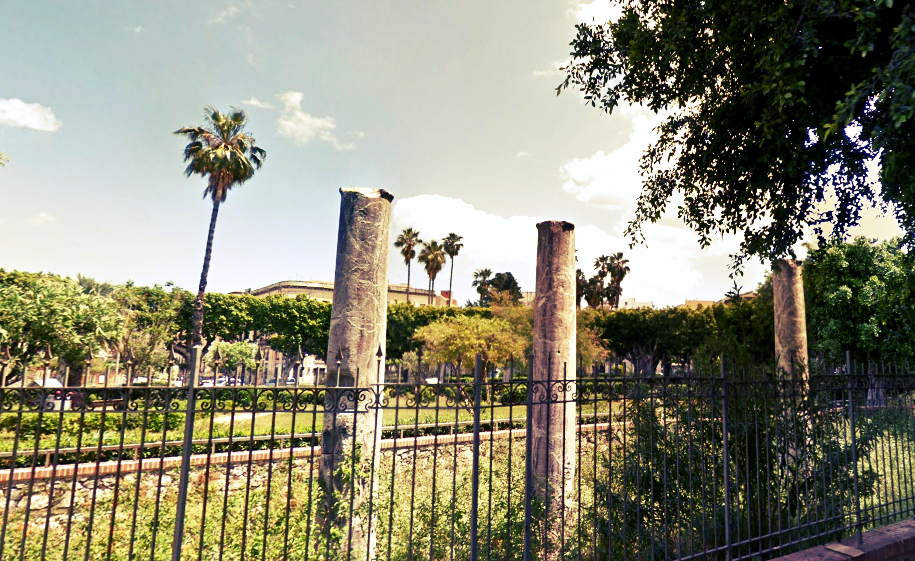
Le colonne superstiti del foro siracusano

- Il teatro greco, che serviva per lo svago della popolazione, ma anche per le assemblee politiche (qui svetta solitario l'ultimo dei mulini di Galerme).
- La grotta del Ninfeo, dove sgorga l'acqua dell'Anapo e dove un tempo si preparavano gli attori prima di scendere nel teatro.
- L'anfiteatro romano; in quello aretuseo si mettevano in scena persino gli spettacoli acquatici, oltre alle lotte tra gladiatori.
- L'Orecchio di Dionisio, così chiamata per la prima volta da Caravaggio durante la sua permanenza a Siracusa. Si pensa fosse una prigione greca.

Sempre all'interno del parco archeologico sorgono una serie di interessanti complessi tombali: la Via dei Sepolcri (dove si tributava ai defunti il culto degli Eroi), i sarcofagi romani siti nei pressi dell'anfiteatro e la necropoli Grotticelli, il cui tratto più importante è dato dalla tomba di Archimede, detta presunta poiché il periodo e il luogo dello scavo in realtà non coincidono con ciò che si racconta sull'uccisione e sulla sepoltura del famoso matematico: egli infatti, secondo Cicerone, fu sepolto a sud di Siracusa: forse nei pressi del fiume Ciane, ma la perdita della tomba originaria (contrassegnata dalla figura di una sfera e di un cilindro) e la tradizione formatasi nei secoli hanno consacrato questo sito come simbolica tomba del più noto tra gli antichi siracusani.
Le necropoli sono l'elemento strutturale più presente nei siti archeologici aretusei: l'area geografica è famosa per la peculiarità sicula di scavare i propri sepolcri dandogli le fattezze di un alveare: Pantalica è l'esempio maggiore di ciò, ma anche a Siracusa si rinviene nelle pareti calcaree questa millenaria usanza. Essa ha dodici gruppi di necropoli che vanno dall'VIII sec. a.C. all'epoca bizantina; per citare alcune delle più grandi e antiche (oltre alla su menzionata Groticelli): a sud-ovest della città si trova la necropoli del Fusco, al centro quella dell'Ospedale civile e di Santa Panagia, mentre a nord vi è il largo perimetro della necropoli della Targia.
Altri siti significativi sono dati dal Foro siracusano (antica agorà della pentapoli in seguito divenuto forum) e dai monumenti che compongono il Ginnasio romano.
Tra i resti delle più antiche civiltà si segnalano: a nord i siti archeologici di Stentinello e della penisola di Tapsos, mentre a sud Ognina, la quale oltre a mostrare i segni di arcaici contatti con gli abitanti di Malta, conserva i resti architettonici delle successive epoche storiche.

### Architetture religiose dell'antica polis
Le prime testimonianze architettoniche religiose sono databili all'epoca preistorica, mentre la cultualità degli antichi Greci fece sì che in città sorgessero imponenti aree votive, come l'ara di Ierone (la più grande in assoluto del suo tempo), e numerosi templi, dei quali il più significativo e ben conservato è il tempio di Atena (convertitosi in chiesa con l'avvento del cristianesimo).

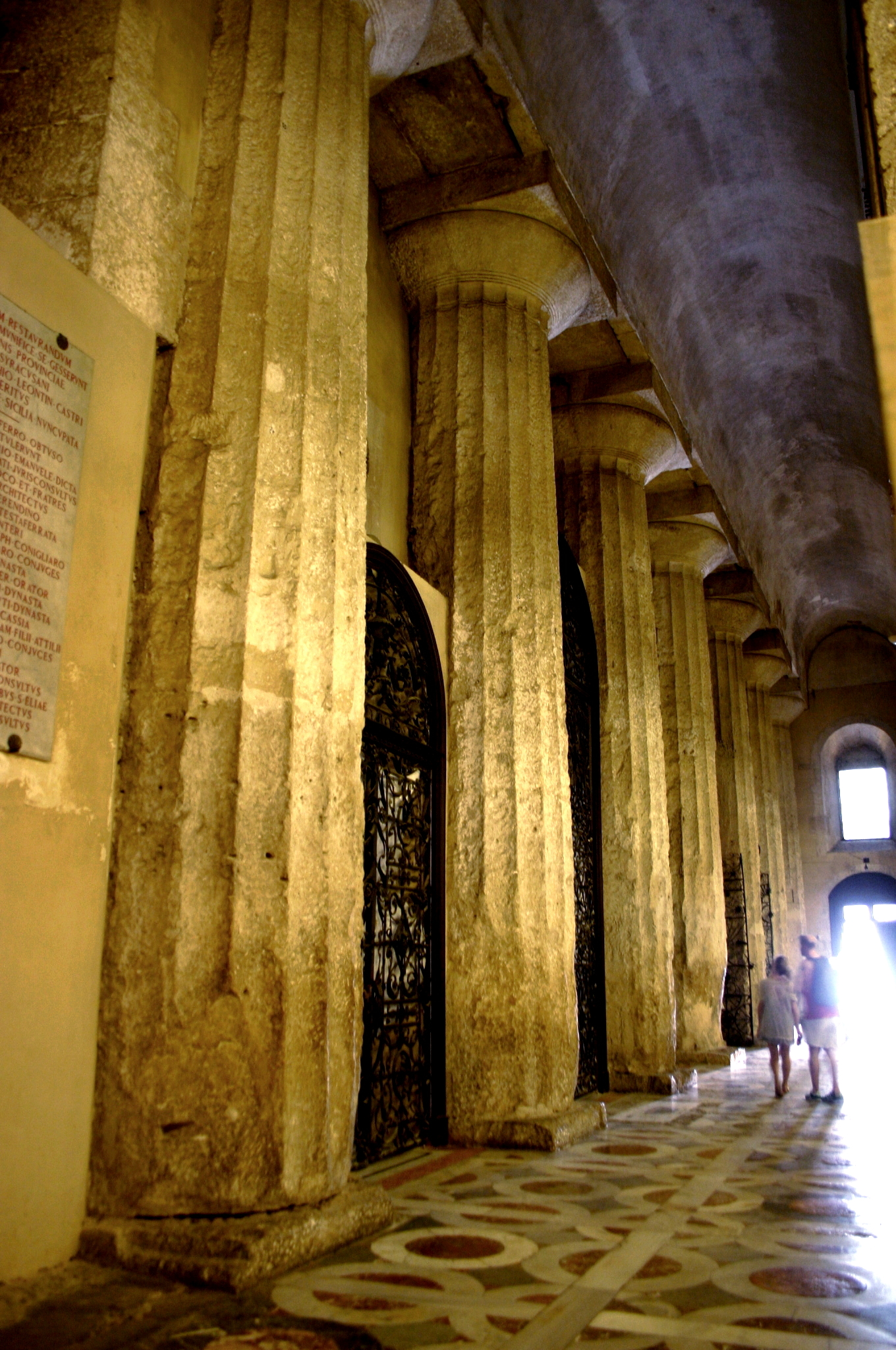
Le colonne del tempio di Atena incorporate nella struttura del Duomo di Siracusa (esse hanno circa duemilacinquecento anni)

Il tempio più vetusto di Siracusa è rappresentato dalla casa eretta per il dio del sole Apollo: risalente al VI secolo a.C., esso è anche il più antico tempio siciliano in stile dorico consacrato a tale divinità e sorge nell'isola di Ortigia, la quale, secondo gli antichi Siracusani, era stata donata dagli dei alla gemella di Apollo, Artemide: proprio per la dea lunare venne eretto l'Artemision (accanto all'edificio della dea della sapienza Atena); edificio che Cicerone descrisse come il più prestigioso degli antichi templi siracusani.
Sempre nel VI secolo a.C. sorse nelle campagne che fronteggiano il mare, tra l'isola di Ortigia e la penisola della Maddalena, il tempio per Zeus Olimpico, chiamato dai siracusani «i ru colonne» (le due colonne), essendo queste l'unico elemento architettonico rimasto ben visibile; esso è una delle tangibili testimonianze che ricordano il legame tra l'antica Siracusa e la sede dei sacri agoni olimpici.
Nella strada che un tempo conduceva alla sub-colonia di Eloro - e per questo chiamata via Elorina - sorge il complesso monumentale conosciuto con il nome di ginnasio romano di Siracusa, all'interno del quale si possono osservare i resti di un tempio, di incerta dedica (forse divinità egiziane) che Cicerone descrisse nelle sue cronache.
La polis era inoltre famosa per essere la sede principale di diffusione del culto siciliano per le divinità ctonie Demetra e Kore, alle quali era dedicata una vasta area votiva rinvenuta nei pressi di Piazza della Vittoria. Sempre alla Madre terra e a sua figlia erano dedicate altre aree votive sparse per la città. Numerosi altri resti di templi consacrati agli Olimpi e alle divinità minori, con rilevanza per il luogo geografico, si trovano distribuiti per tutto il suolo urbano ed extra-urbano.

### Architetture religiose

#### Architetture cristiane
I luoghi di culto della religione cristiana costituiscono la maggior parte del patrimonio artistico-religioso siracusano. Molteplici le strutture dal richiamo storico, alcune rappresentate persino da anfratti naturali, come le grotte adibite per il rito liturgico. L'ex-tempio greco divenuto la cattedrale della Natività di Maria Santissima, meglio noto semplicemente come Duomo di Siracusa (che dà il nome all'omonima principale piazza), va annoverato tra le più arcaiche e notabili strutture architettoniche sorte con il primo cristianesimo e modellatesi lentamente nel corso del tempo.
La tradizione afferma che il secondo edificio cattolico più antico di Siracusa dopo il Duomo è dato dalla chiesa di San Giovannello (consacrata a San Giovanni Battista), costruita nel quartiere della Giudecca. Millenaria è anche la chiesa di San Giovanni alle catacombe, che durante la dominazione islamica pare abbia sostituito la cattedrale assumendone il ruolo. L'edificio è privo del soffitto, andato distrutto a causa delle calamità naturali che lo coinvolsero, e rappresenta la porta d'ingresso per una delle più ampie catacombe siracusane (nella loro totalità esse sono, insieme a quelle di Roma, le più vaste al mondo), quella di San Giovanni. Sempre sotto la chiesa in questione sorge la cripta che si presume ospitasse le reliquie del protovescovo Marciano.
Risalenti all'epoca dei Normanni sono invece la chiesa di San Nicolò ai Cordari (che a sua volta sovrasta un edificio di età paleocristiana), la chiesa di San Martino e la chiesa di Santa Lucia al Sepolcro, la cui adiacente rotonda, come suggerisce il nome della chiesa, venne edificata nel Seicento con l'intento di farla divenire il sepolcro della Santa patrona della città (le cui spoglie mortali sono però rimaste a Venezia, dopo che vennero sottratte a Siracusa dai Bizantini). La chiesa di Santa Lucia alla Badia è l'altra importante struttura dedicata sempre alla Santa patrona.

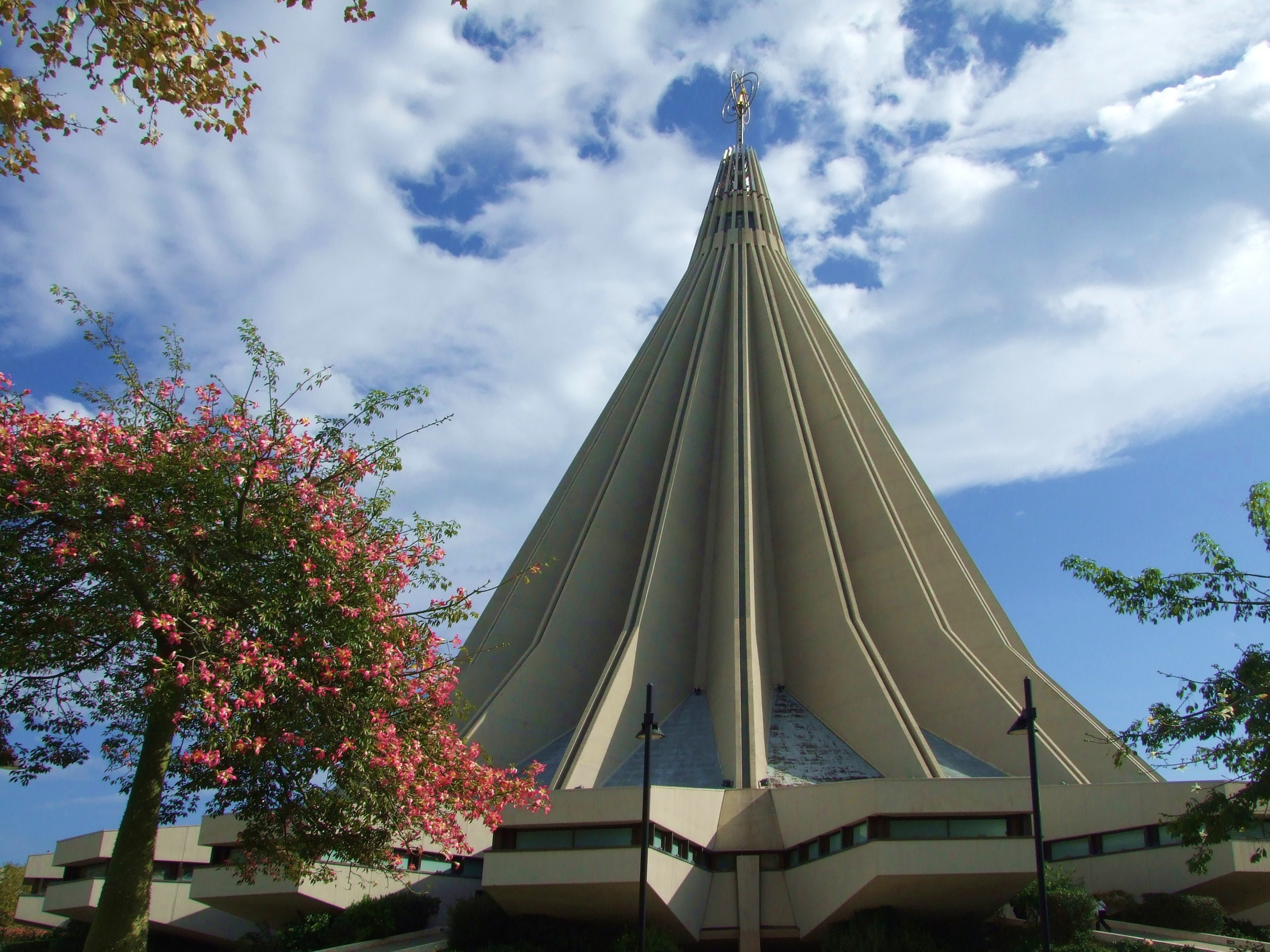
La basilica santuario Madonna delle Lacrime

Di particolare interesse sono anche le chiese appartenute ai cavalieri di Malta: la loro prima chiesa fu quella di San Sebastianello (San Sebastiano è il compatrono dei siracusani), mentre in seguito si trasferirono nella chiesa dei Santi Biagio e Leonardo; del primo edificio, eretto in epoca bizantina, rimane visitabile la cripta posta accanto al tempio preistorico, mentre del secondo, che risale al 1500, si può osservare solo il prospetto esterno, che si affaccia sulla piazza dei Cavalieri di Malta.
Tra le edificazioni del XX secolo spiccano il Pantheon di Siracusa, al cui interno si trovano le spoglie dei caduti della prima guerra mondiale, e il santuario della Madonna delle Lacrime, sorto per ricordare l'evento mariano miracoloso del 1953: il santuario, dalla forma conica, è la chiesa più alta della città, visibile da notevole distanza.
All'interno del perimetro della villa Landolina (sede museale) è situato inoltre un piccolo cimitero acattolico, nel quale si trovano le spoglie del noto poeta tedesco August von Platen e quelle di alcuni caduti britannici e statunitensi del periodo napoleonico.

#### Architetture di altre religioni
In città trovano sede anche strutture di altre religioni. Il monumento più notevole è il miqweh, risalente all'epoca bizantina, descritto spesso come il più grande e antico bagno rituale ebraico d'Europa.

## Società

### Evoluzione demografica
Nella sua millenaria storia Siracusa ha attraversato periodi di grande popolamento e periodi di forte spopolamento. In età greca si ebbe la massima espansione della città: gli storici si dividono nell'attribuire una cifra esatta sul numero dei suoi abitanti, tuttavia si è concordi nel definirla una delle prime metropoli densamente popolate dell'antichità. Ha scritto su di essa il noto classicista londinese Michael Grant:
(Michael Grant, The Civilizations of Europe, 1965, p. 23.)
Dominazioni, guerre e carestie finirono per mutare stabilmente l'aspetto demografico di Siracusa, riducendola nella seconda metà dell'epoca moderna ad avere una popolazione di appena 15 000 abitanti, con il suo centro abitato che si concentrò unicamente nell'isola fortificata di Ortigia.
Una forte crescita demografica avvenne, a causa del boom economico, dal secondo dopoguerra in avanti, raggiungendo il picco dei 125.941 abitanti nel 1991. Odiernamente invece il comune sta avendo una inversione di tendenza con una forte decrescita demografica, iniziata da poco più di un decennio quando dai 124.083 del 2008 si è scesi vertiginosamente ai 118.385 del 2011, interrotta da un leggero aumento nel biennio 2012-2014 ma ripresa dal 2015 e culminata con l'ultimo censimento ISTAT del 30-6-2022 in cui è emerso il dato complessivo di 115.984 abitanti. Solo nel 2021, erano settemila i residenti in meno. Si tratta del primo dei minimi storici dal secondo dopoguerra a oggi.
Il dato attuale, sebbene ancora provvisorio e aggiornato al 30-6-2024, è di 115.664 abitanti e conferma la decrescita demografica ricominciata con più forza di prima dal 2015. Emigrazione, carenza di nascite e aumento della mortalità sono i fattori che stanno incidendo di più sul progressivo spopolamento di Siracusa.
- Abitanti censiti[146]

### Etnie e minoranze straniere
Al 31 dicembre 2023 la popolazione straniera era di 6 191 abitanti, pari al 5,33% della popolazione. Di seguito sono riportati i gruppi più consistenti:
- Sri Lanka 1 372
- Marocco 707
- Romania 466
- Nigeria 333
- Bangladesh 316
- Polonia 291
- Argentina 248
- Cina 212
- Tunisia 202
- Gambia 118

### Lingue e dialetti

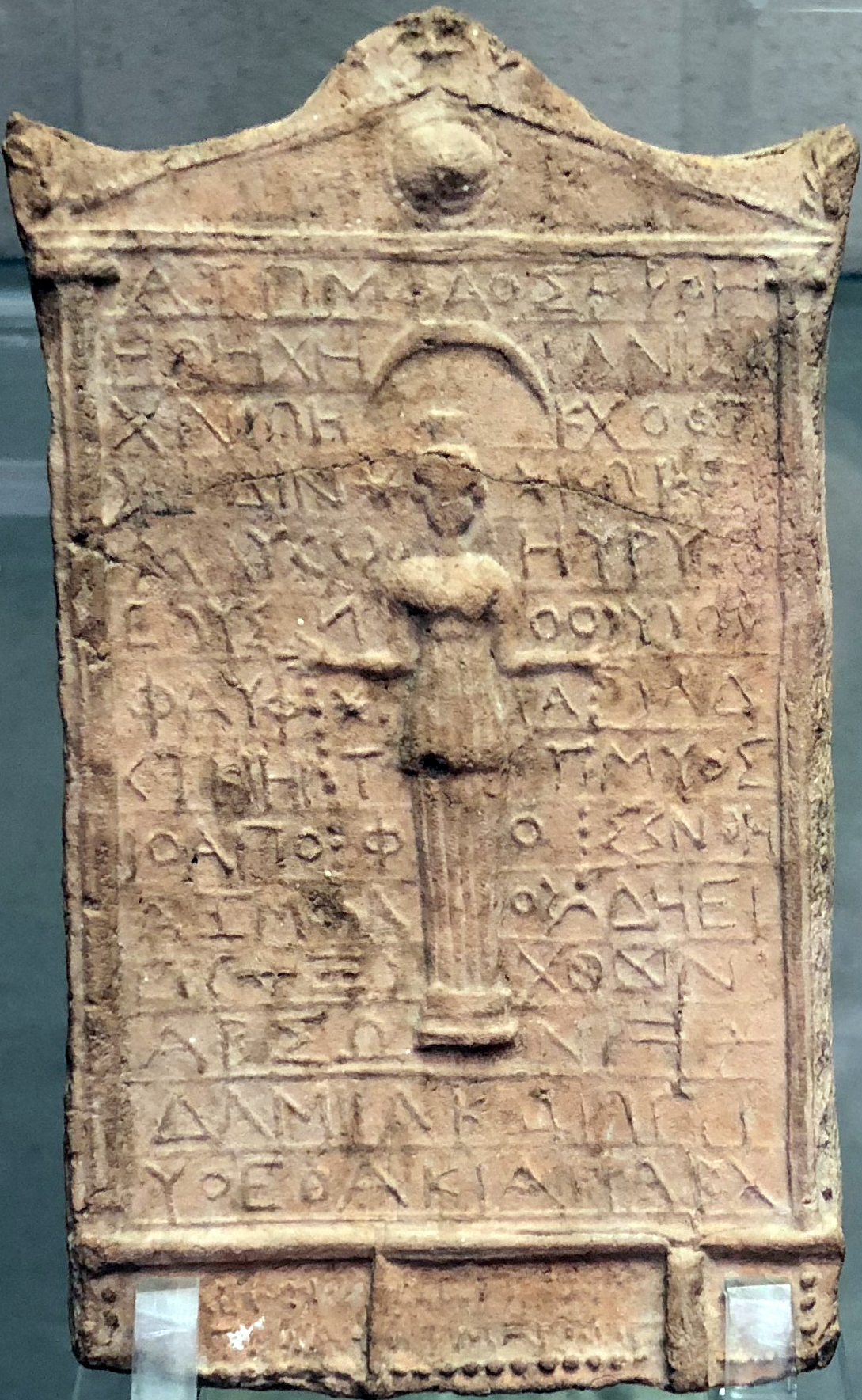
Placca onorifica (Iside?) con alfabeto siracusano, rinvenuta nel porto della città. Periodo ellenistico

Nell'antichità, grazie all'attivo movimento culturale e commerciale, la parlata siracusana rappresentava una delle "lingue franche" del mondo greco-mediterraneo. Il linguaggio degli antichi Siracusani, che si rinviene nelle opere di scrittori siti anche a grande distanza dall'isola di Sicilia, è stato definito: dialetto greco-siracusano
In seguito la parlata del luogo si arricchì di nuove influenze giunte dall'esterno; specialmente dalla lingua latina (a sua volta influenzata comunque dalla lingua greca antica).
Intorno al XIII secolo, con la cosiddetta Scuola Siciliana, gli isolani unificarono il proprio linguaggio, trasmettendo poi i loro schemi contenutistici e fonetici ai Toscani, ponendo dunque il primo tassello per la nascita della lingua italiana. Gioverà in tale contesto tenere presente che il maggiore esponente di questa scuola linguistica fu un abitante dell'area siracusana: Giacomo da Lentini. Particolarmente influente per il dialetto locale fu inoltre la secolare presenza degli spagnoli in città: dalla lingua spagnola derivano difatti numerose parole siracusane.
In base ai moderni studi effettuati sulla lingua siciliana, il dialetto siracusano, pur con le sue precise peculiarità (ad esempio nella parlata dei siracusani la lettera D diventa di norma una R), rientra nelle seguenti due categorie:
- Dialetto siciliano orientale
- Dialetto siciliano metafonetico sudorientale

### Religione
Nonostante l'antica Siracusa rappresentasse uno dei luoghi più significativi per il culto delle divinità greche - va ricordato che la città si proclamava dinnanzi al mondo antico come la terra sacra della dea lunare Artemide, e faceva dei suoi abitanti i prescelti della ctonia Demetra, oltre ad avere accolto per secoli tra le sue mura alcuni dei sacerdoti più potenti di Olimpia, come gli Iamidi -, il mutamento del credo religioso qui giunse molto presto: grazie al suo scalo marittimo, di primaria importanza per le vie di comunicazione dell'Impero romano, essa fu meta iniziale degli evangelizzatori cristiani.

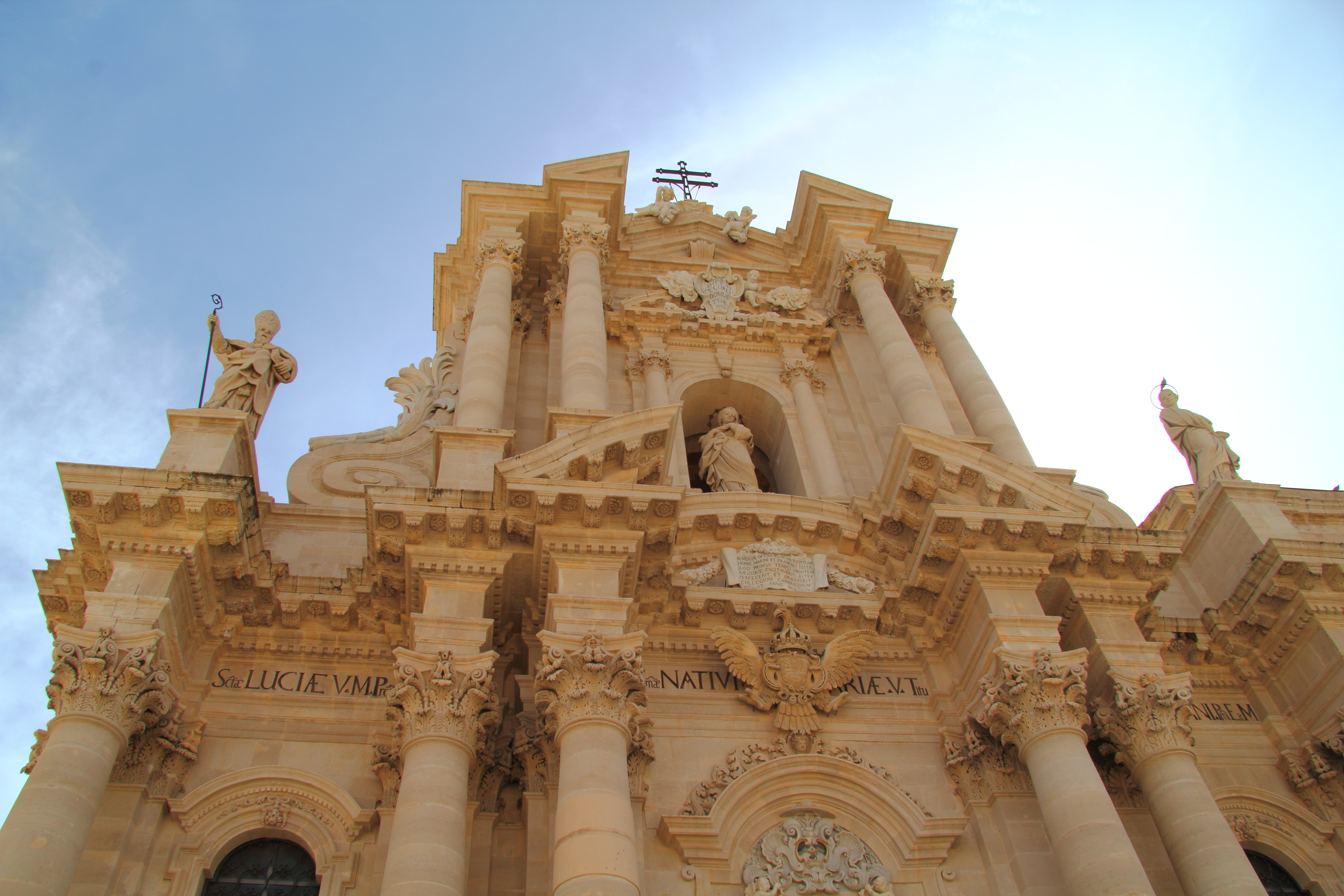
Parte superiore del Duomo siracusano: a sinistra la statua del protovescovo giunto da Antiochia, Marciano, accanto le statue di Maria di Nazareth e Lucia da Siracusa

La tradizione siracusana (il cui più antico documento al riguardo risale all'epoca bizantina) ha tramandato la venuta del suo primo vescovo, Marciano (o Marziano), già nell'anno 39 (appena sei anni dopo la crocifissione di Gesù), mandato dal principe degli apostoli, Pietro, quando questi si trovava ancora ad Antiochia, con il fine di portare il messaggio cristiano alla popolazione di Siracusa, convertendola; così come venne in seguito registrato nel Martirologio Romano: per tale ragione i siracusani ritennero la loro prima chiesa (sorta all'interno di uno dei principali templi greci della città) la più antica d'Occidente.
Siracusa compare inoltre nel Nuovo Testamento come luogo di approdo dell'apostolo Paolo di Tarso (l'autore delle lettere ai Corinzi), che qui dimorò per tre giorni nell'anno 61.
Fin dai suoi albori, l'istituzione della chiesa siracusana fu contesa dalle autorità ecclesiastiche orientali e occidentali, poiché all'epoca del suo sviluppo la città faceva ormai parte dell'Impero bizantino e in nome di ciò il patriarcato di Costantinopoli desiderava scegliere il vescovo di Siracusa, ma la stessa volontà era stata espressa anche dai papi della chiesa latina (alla quale al principio era legata la comunità cristiana siracusana). In tali frangenti la chiesa di Siracusa divenne autocefala, ovvero il suo vescovo non riconosceva alcun capo religioso sopra di lui. Fu papa Niccolò I, nel settembre dell'860, a richiedere espressamente all'imperatore Michele III che fosse concesso a Roma, e non a Bisanzio, il diritto di consacrare il capo religioso di Siracusa; per non tradire, disse, un'antica usanza che risaliva direttamente al tempo degli apostoli (l'appello, ciononostante, venne ignorato dall'imperatore).
L'arcidiocesi di Siracusa era a quei tempi la più importante sede cristiana della Sicilia, la sua area metropolitana comprendeva tutta l'isola, inclusa Malta, ed era responsabile dell'intera area cristiano-bizantina dell'Italia meridionale. Uno dei suoi vescovi, Gregorio Asbesta, fu l'artefice dello strappo di Fozio: preludio al Grande scisma, il quale sancì la separazione tra la chiesa latina e quella greca. Durante la guerra delle icone l'arcidiocesi siracusana si schierò a favore del culto delle immagini sacre.
L'inserimento della dominazione islamica sulla città mutò del tutto il contesto egemonico della chiesa siracusana: l'ultimo suo vescovo dell'età antica fu Sofronio, che venne deportato dagli Arabi a Palermo insieme al resto dei siracusani e al monaco Teodosio, autore della cronaca sulla cattura. Quando infine giunsero i Normanni a porre fine al dominio dell'islam su Siracusa, il contesto religioso ne uscì molto ridimensionato: l'arcivescovo siracusano non fu più il metropolita di Sicilia e fu modificata la suddivisione in diocesi dell'isola.

### Tradizioni e folclore
La festività siracusana maggiormente popolare, nota a livello nazionale e internazionale, è la festa di Santa Lucia, la quale comincia il 13 dicembre, giorno in cui si svolge la processione con la statua della santa per le vie della città. e termina sette giorni dopo con l'Ottava di Santa Lucia, quando il simulacro argenteo viene riposto all'interno del Duomo. Fin dal 1927 per l'occasione giunge dalla Svezia una giovane donna, scelta nel proprio paese d'origine e vestita di bianco per rappresentare Lucia da Siracusa, partecipando alla processione insieme alla popolazione locale. Tale tradizione sveva è alla base del gemellaggio tra Siracusa e Stoccolma.
La festività per Santa Lucia si ripete nella prima domenica del mese di maggio, tale celebrazione, che si svolge in abiti d'epoca, prende il nome di festa per Santa Lucia delle quaglie: in tale occasione viene celebrato l'evento miracoloso accaduto nel maggio del 1646, quando una colomba (l'animale simbolo dello Spirito Santo) entrò nella chiesa siracusana consacrata a Santa Lucia, annunciando la fine della carestia che aveva messo in ginocchio la città, poiché dopo la singolare visita del volatile giunse finalmente nel porto aretuseo una nave carica di grano.

### Testate giornalistiche
Siracusa storicamente è coperta editorialmente da grossi gruppi editoriali come La Sicilia e Giornale di Sicilia. In passato La Sicilia proponeva un'edizione supplementare dedicata al libero consorzio comunale di Siracusa con focus su ogni comune (Zona sud, Zona Iblea, Zona nord). Dal 2020 il tomo allegato su La Sicilia è stato raggruppato nell'edizione quotidiana. Nel 2021 ha chiuso l'ultima sede fisica delle testate cartacee (La Sicilia, mentre il Giornale di Sicilia ha chiuso la redazione siracusana) gestendo così la copertura editoriale con collaborazioni in remoto. 
I quotidiani online forniscono la maggiore copertura editoriale sul territorio. Siracusa News, nata nel 2008, è la redazione con il più alto numero di giornalisti seguita da realtà come Siracusa Oggi, Siracusa Post, Siracusa Press, Nuovo Sud, Web Marte, Canale 8 e Cammino.

## Cultura

### Istruzione

#### Biblioteche e librerie

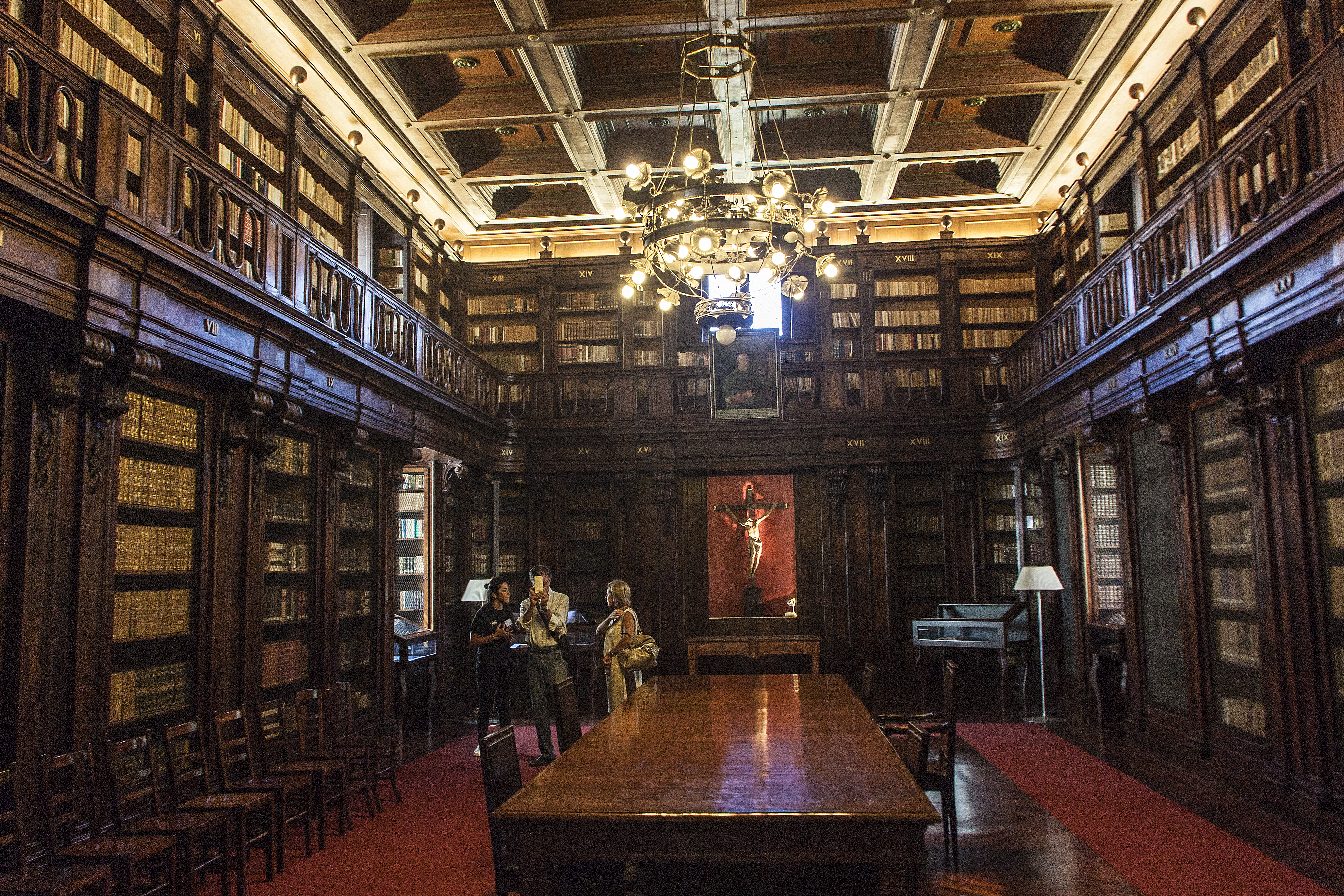
La Biblioteca Alagoniana è la più antica biblioteca siracusana, sita nell'arcivescovado. Intitolata al suo fondatore Giovanni Battista Alagona

La città dispone di diverse biblioteche, tra queste la più antica risale al 1780 (poiché le precedenti non sopravvissero ai saccheggi e alle calamità naturali del passato), denominata biblioteca arcivescovile alagoniana, istituita dal vescovo Giovanni Battista Alagona, ospita un patrimonio cartaceo di 60.000 libri. La maggiore è rappresentata dalla biblioteca comunale della città, istituita nel 1867, ospita circa 70.000 volumi.
Tra le librerie aretusee, inoltre, la Casa del libro Rosario Mascali è stata riconosciuta, per la prima volta in Sicilia, come «un bene dal valore culturale», annoverandosi tra le librerie storiche d'Italia (al suo interno si sono avvicendati scrittori siciliani del calibro di Quasimodo, Sciascia, Vittorini).

#### Ricerca
Nel 2015 Siracusa è stata selezionata dal progetto del Consiglio Nazionale delle Ricerche (CNR) per divenire la prima città d'Italia ad assumere il titolo di città intelligente (smart city) 2.0. Precedentemente, nel 2012, essa aveva già partecipato al progetto statunitense dell'IBM Smarter Cities Challenge, venendo selezionata insieme ad altre 32 città nel mondo.

#### Scuole, università, accademie
Il comune di Siracusa possiede 150 scuole che adempiono all'obbligo d'istruzione (dalle scuole materne alle scuole superiori). Tra i suoi indirizzi superiori più peculiari, in quanto città marinara, si cita il Nautico (uno dei sette in Sicilia e dei circa quaranta in Italia), fondato nel 1944 e intitolato al patriota Alessandro Rizza (già ex-Gaetano Arezzo della Targia), esso ha firmato l'accordo (gestito dalla Scuola Allievi Operai dell’Arsenale Militare Marittimo) - il primo in Italia nel suo genere - di alternanza scuola-lavoro con la Marina Militare. Essendo inoltre una città a forte vocazione turistica, l'istruzione cittadina dedica molto spazio alla formazione nel settore dei servizi turistici: il capoluogo conta tre istituti di questo genere (che andandosi a sommare agli altri tre del libero consorzio comunale compongono una delle maggiori concentrazioni di scuole turistiche dell'isola).
Il capoluogo, pur potendosi annoverare tra i centri urbani siciliani più antichi, e odiernamente anche tra quelli più popolosi, non dispone di un suo ateneo (a causa di ragioni storiche originatesi nell'epoca post-antica), ma esso può comunque vantare due importanti e curiosi primati legati proprio alla storia universitaria: da Siracusa, infatti, proviene il decreto che sancì la nascita della più antica università statale d'Europa, ovvero l'università degli Studi di Napoli Federico II, voluta dall'imperatore Federico II di Svevia nel 1224, quando con la sua corte risiedeva tra le mura di Siracusa; inoltre, sempre da questa città proviene il più antico laureato della Sicilia: il siracusano Antonio Mantello, che ottenne la laurea in diritto civile nella vicina università degli Studi di Catania il 19 novembre del 1449. Solamente nel 1996 è stata inaugurata nella città aretusea la sede decentrata della facoltà di architettura dell'università catanese. Le università telematiche Pegaso e Niccolò Cusano hanno recentemente aperto le loro sedi decentrate in città.
In ambito teologico l'istituto superiore di scienze religiose San Metodio, fondato nel 1977 e dedicato al siracusano che divenne patriarca di Costantinopoli, permette di conseguire la laurea in scienze religiose. Oltre a ciò vi trovano sede l'accademia di belle arti Rosario Gagliardi (dedicata all'architetto siracusano del barocco), l'accademia di naturopatia Anea e l'Academy of English (centro esami Cambridge ed ente monitorato del centro DITALS dell'università per stranieri di Siena).
Il Mediterranean Center for Arts and Sciences (MCAS) dell'Arcadia University (la cui sede madre privata si trova in Pennsylvania) è invece un corso per studenti americani che risiedono a Siracusa; esso ha contribuito alla nascita del Sicily Center for International Education (SCIE): fondato nel 2015 in Ortigia, esso si rivolge agli studenti stranieri offrendo loro la possibilità di conoscere la cultura italiana tramite corsi di studi estivi e relazione con gli altri istituti nazionali e internazionali che operano in zona. Sempre agli studenti stranieri è dedicata anche la The Italian Academy (Italian Language and Culture Centre); nata nel 1984 nell'area delle catacombe di San Giovanni e dell'omonima basilica che le sovrasta.
Siracusa possiede inoltre una scuola accademica di specializzazione in Beni Archeologici che, fondata nel 1925, rappresenta un unicum nel suo genere sia in Sicilia che nell'Italia meridionale. La sua direzione in principio venne affidata all'archeologo Paolo Orsi. La città è anche la sede originaria dell'istituto di psicoterapia della Gestalt HCC Italy (Gestalt Human Communication Center Italy): fondato nel 1979, ha incominciato da questo territorio la sua storia universitaria nella penisola italiana.

#### Fondazioni e associazioni
La fondazione ONLUS dell'INDA (acronimo di Istituto Nazionale del Dramma Antico), che comprende anche l’accademia d’arte del dramma antico, è stata costituita a Siracusa nel 1914. Rappresenta una delle più longeve e rinomate scuole di teatro per l'arte drammitica. Grazie ad essa dopo 2.400 anni il teatro greco della città è tornato ad ospitare le tragedie e le commedie scritte per la prima volta nell'antichità, oltre a farsi promotrice di attività artistico-culturali varie e portare i propri spettacoli e i propri attori in giro per l'Italia e per l'estero (si cita ad esempio l'INDA al teatro Grande di Pompei e al festival culturale di Atene).
La città è anche un importante punto di riferimento a livello globale per lo studio delle scienze criminali e del diritto penale, per via della presenza del Siracusa International Institute (fino al 2017 conosciuto come ISISC - Istituto Superiore Internazionale di Scienze Criminali); fondazione ONLUS sorta nel 1972 che, tra le altre cose, possiede lo status consultivo speciale presso le Nazioni Unite. Tra le azioni più significative dell'istituto vi è il convegno in cui gli esperti scrissero a Siracusa il primo testo della Convenzione delle Nazioni Unite contro la Tortura, adottato da tutti i paesi membri dell’ONU. Il Siracusa International Institute, che come scopo si prefigge la protezione dei diritti umani, la lotta alla criminalità organizzata transnazionale e l'affermazione dello stato di diritto, organizza da sempre corsi internazionali di alta formazione in campo penalistico, porta avanti programmi di assistenza tecnica all'estero e sviluppa svariati progetti di ricerca, prevalentemente in materia di contrasto alla criminalità organizzata. Nella sede di questo istituto, dedicata al suo fondatore e presidente Mahmoud Cherif Bassiouni, si trova inoltre l'OPCO (acronimo di Osservatorio Permanente sulla Criminalità Organizzata): organo del consiglio della presidenza della regione siciliana e degli enti locali territoriali. Il Siracusa International Institute ospita inoltre un fondo librario di 24.000 volumi incentrati sulla criminologia e i diritti umani provenienti da svariate nazioni.

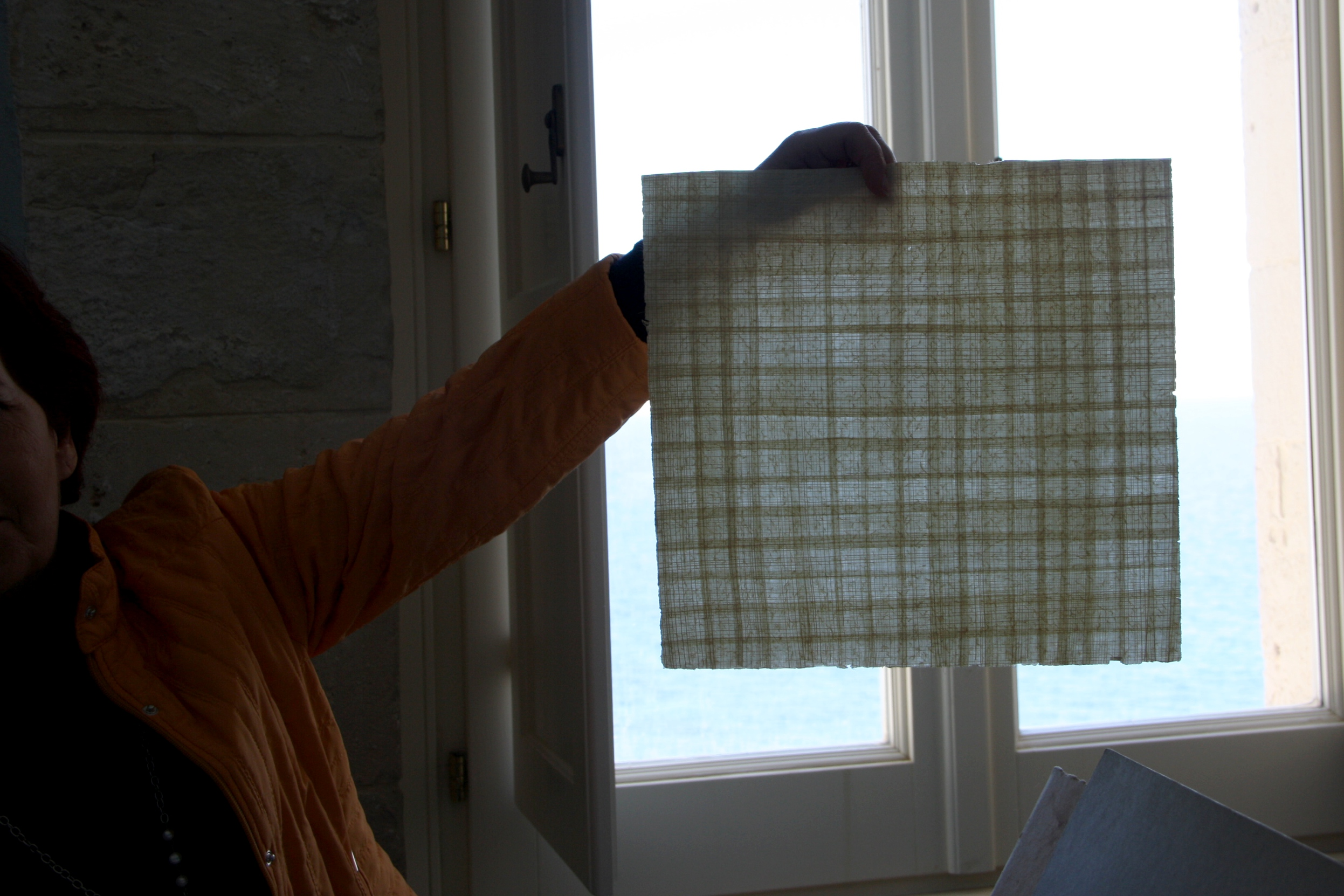
Carta da papiro realizzata presso l'istituto internazionale del papiro, la cui sede è sita all'interno dell'area museale dedicata alla rara pianta

Avendo la città un rapporto particolareggiato con la pianta del papiro (Siracusa rappresenta l'unica città in Europa nella quale essa prospera naturalmente), l'istituto italiano per la Civiltà Egizia (I.I.C.E.) fu fondato a Siracusa e con sede principale in città; su questa fondazione ha influito la presenza consolidata a Siracusa dell'istituto internazionale del papiro, il quale si occupa dal 1987 dello studio e del restauro degli antichi papiri egiziani: esso è gemellato con la Bibliotheca Alexandrina, ha diretto il «Laboratorio di Restauro dei Papiri» nel museo egizio del Cairo, ha partecipato a campagne di scavo nella terra dei faraoni e conduce a Siracusa egittologi provenienti da tutto il mondo per confrontarsi durante convegni e seminari.
Nel 1984 per valorizzare l'architettura barocca è sorto in città il centro internazionale di studi sul barocco (CISB), il quale è stato uno dei soggetti che ha maggiormente contribuito all’inserimento delle città tardo barocche del Val di Noto nella lista UNESCO. Siracusa è inoltre la sede del primo Hub (fulcro, centro) siciliano: The Hub Siracusa (denominato anche The Hub Sicilia), facente parte dell'Euro-South Hub.
La città è culturalmente attiva anche nell'ambito della pacificazione sociopolitica, tramite l'AIEP (Associazione Internazionale per l’Educazione alla Pace), presieduta dallo sciclitano e siracusano d'adozione Bruno Fucili (tredici volte candidato al premio Nobel), il quale ha organizzato nel comune aretuseo, per oltre vent'anni, il convegno internazionale su l’Educazione alla Pace. Grazie a queste iniziative Siracusa è stata proclamata, dal 1995, «città per la pace e per i diritti umani». Tra gli avvenimenti memorabili di questi convegni aretusei si ricorda la venuta nel 1999 del campione pacifista Muhammad Ali, che firmò in città i documenti per un trattato di pace nel Burundi, nel quale imperversava la guerra civile.
Oltre a ciò in città si riuniscono con continuità giovani medici provenienti da tutto il Mediterraneo con il fine di specializzarsi, usufruendo della Euro Mediterranean Rehabilitation Summer School (E.M.R.S.S.), gestita dall'associazione siracusana che si occupa di medicina fisica e riabilitativa.

#### Musei

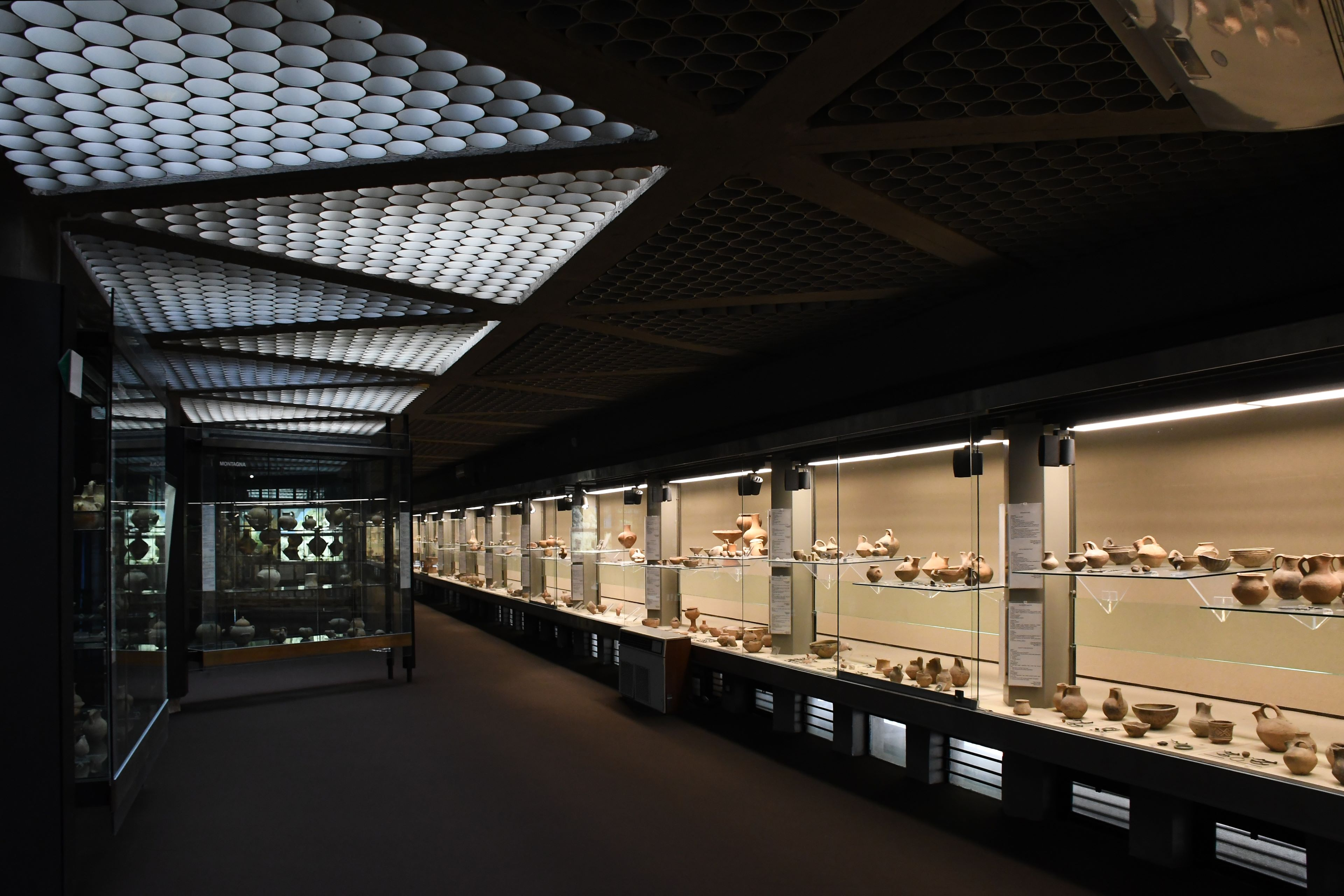
Vetrine con vasi, coppe e crateri della Sicilia antica (museo archeologico regionale Paolo Orsi)

- Il museo archeologico regionale Paolo Orsi rappresenta uno dei più importanti musei archeologici d'Europa.[203]
- Il museo del Papiro si occupa di preservare e curare la rara pianta del papiro, attivando collaborazioni con luoghi significativi per questa pianta come la città de Il Cairo.[204]
- La Galleria Regionale, detta museo Bellomo, espone i reperti d'epoca medioevale e moderna della città.
- Il museo dell'INDA organizza esposizioni temporanee dedicate alla storia delle rappresentazioni classiche al Teatro greco di Siracusa.
- Il museo Aretuseo dei Pupi mostra l'arte dell'Opera dei Pupi Siciliani, dichiarata dall'UNESCO Patrimonio Orale e Immateriale dell'Umanità.
- Il museo del Cinema rappresenta nel suo genere il terzo museo più grande d'Italia.[205]
- Il Tecnoparco Archimede, in una superficie espositiva di 1700 m², espone le repliche di macchine da guerra utilizzate nel III secolo a.C. e autentici strumenti tecnologici ideati dal genio di Archimede.[206]
- Il museo del Mare Sirmuma espone la storia marinara di Siracusa.[207]
- Il piccolo acquario Tropicale di Siracusa, situato all'interno della Fonte Aretusa, è stato dedicato alla vita marina del Mediterraneo e alla fauna dei Tropici.
- Nel sito del castello Eurialo è stato allestito un Antiquarium al cui interno sono custoditi preziosi reperti della vita militare della costruzione dionisiana e dunque del suo prosieguo durante i secoli successivi (fino a quando il castello venne utilizzato).
- La Wunderkammer che raccoglie la collezione ottocentesca del naturalista Alessandro Rizza.
- Museo del carsismo Ibleo.[208]
- Museo diocesano[209].
- Museo delle illusioni[210]
- Museo di Siracusa del Novecento[211]
- Museo multimediale Siramuse[212]
- Galleria Civica D’Arte Contemporanea Montevergini[213]
- Orto botanico[214][215]
- Osservatorio astronomico[216]

### Stampa e media
Nella città hanno sede le edizioni locali del Giornale di Sicilia, La Sicilia e la Gazzetta del Sud, il quindicinale d'opinione La Civetta di Minerva "premio nazionale Mario Francese 2012", l'emittente radiofonica Radio FM Italia.

### Cinema
La città ha rappresentato un set cinematografico a cielo aperto per numerose pellicole. Ciò ha condotto in città molteplici personalità del mondo del cinema come Harrison Ford, Phoebe Waller-Bridge, Mads Mikkelsen, James Mangold, Peter Dinklage, Ben Mendelsohn, Joe Wright, Vittorio De Sica, Mario Monicelli, Nino Manfredi, il duo Franco e Ciccio, i fratelli Taviani, Walter Chiari, Monica Bellucci, Giuseppe Tornatore e numerosi altri.
Tra i titoli più significativi vi sono: Casanova '70;  Rosolino Paternò, soldato; Secondo Ponzio Pilato; La più bella coppia del mondo; Il viaggio; Anni di piombo; Kaos; L'uomo delle stelle; Sicilia!; Malèna; Nati stanchi; Lettere dalla Sicilia; Il Commissario Montalbano; Il figlio della luna; Caravaggio; Cyrano; Indiana Jones e il quadrante del destino.
La storia della città è stata inoltre il soggetto o l'ispirazione per svariate pellicole cinematografiche, come il film muto Damon and Pythias, seguito dal remake Damon and Pythias (film 1914), i peplum L'assedio di Siracusa, Il tiranno di Siracusa, La sfida dei giganti (ultima pellicola dove Reg Park veste i panni di Ercole), il film d'animazione Sinbad - La leggenda dei sette mari (ultimo film della DreamWorks con animazione tradizionale) e il quinto e ultimo capitolo della serie di Indiana Jones, Indiana Jones e il quadrante del destino (Indiana Jones and the Dial of Destiny) di James Mangold.
A Siracusa si tengono due festival del cinema, con circuiti nazionali e internazionali, di cadenza annuale: l'Ares International Film e Media Festival, giunto alla sua settima edizione, e l'Ortigia Film Festival, giunto all'ottava edizione, i quali hanno visto la partecipazione di artisti come Margareth Madè, Nino Frassica, Mario Venuti, Krzysztof Zanussi, Pietro Marcello. Ai festival si è aggiunto anche il “premio Tonino Accolla”, contest in onore del noto doppiatore siracusano (la voce italiana di Eddie Murphy, Jim Carrey, Ben Stiller, Tim Curry e molti altri).

### Teatro

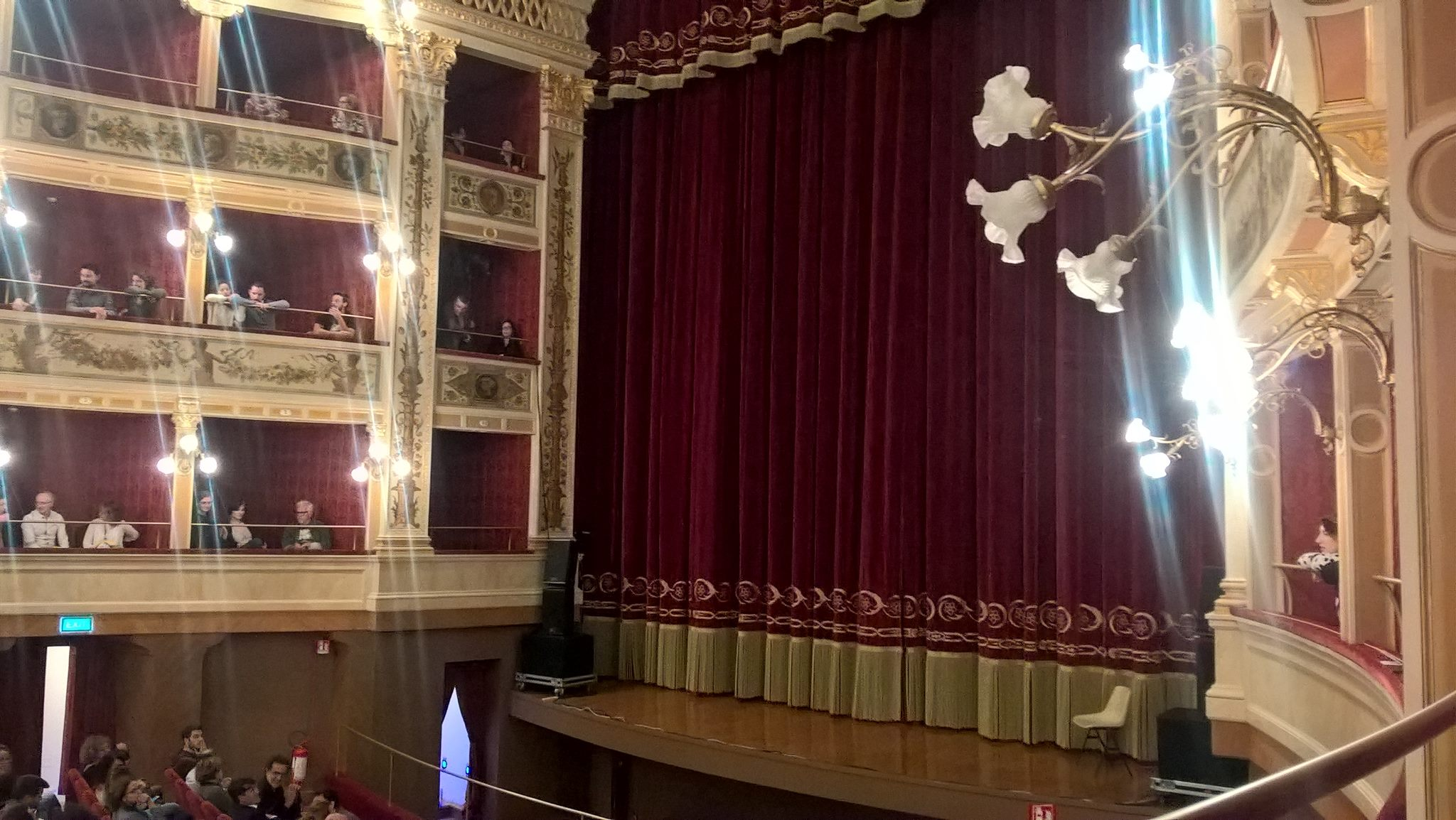
Il teatro comunale della città

Siracusa è stata una delle prime città al mondo in cui si è sviluppata la forma d'arte teatrale. Mentre ad Atene si è soliti accostare l'arte drammatica, la nascita dell'arte comica viene attribuita alla polis di Siracusa, per via delle parole di Platone, il quale nel Teeteto (Plato, Teet., 152 e) definisce il siracusano Epicarmo «archegeta della commedia» (o anche «principe della commedia»), paragonandolo ad Omero - che egli definisce «archegeta della tragedia» -, quelle di Alcimo in Ad Aminta, e per via del suo teatro greco; uno dei più vasti e importanti teatri dell'antichità. Nel suo palcoscenico hanno recitato Eschilo, Formide, Antifonte e altri grandi nomi. Si rivivono i fasti del teatro greco mettendo in scena le rappresentazioni classiche, organizzate ogni anno dall'INDA.
In epoca moderna sono sorti gli edifici teatrali al chiuso, come il teatro massimo di Siracusa (XIX secolo) e il teatro Vasquez. All'interno della latomia dei Cappuccini si trova il Teatro di Verdura, sul cui palco hanno recitato attori di fama internazionale. In città ha sede inoltre un teatro dei pupi, denominato Piccolo Teatro dei Pupi di Siracusa, presso il quale si porta in scena la tradizione siciliana dell'Opera dei pupi.

### Arte
La storia dell'arte di Siracusa è estremamente variegata. Dall'epoca greca giunge una delle forme d'arte più apprezzate dell'antica città: la sua monetazione.
Tali monete sono odiernamente sparse in giro per il globo, ma una parte delle stesse rimane custodita a Siracusa. La filatelia moderna ha celebrato la zecca aretusea emettendo la serie denominata Siracusana, così come ha fatto la lira italiana, ponendo in circolazione la banconota di Stato con il volto di Aretusa.

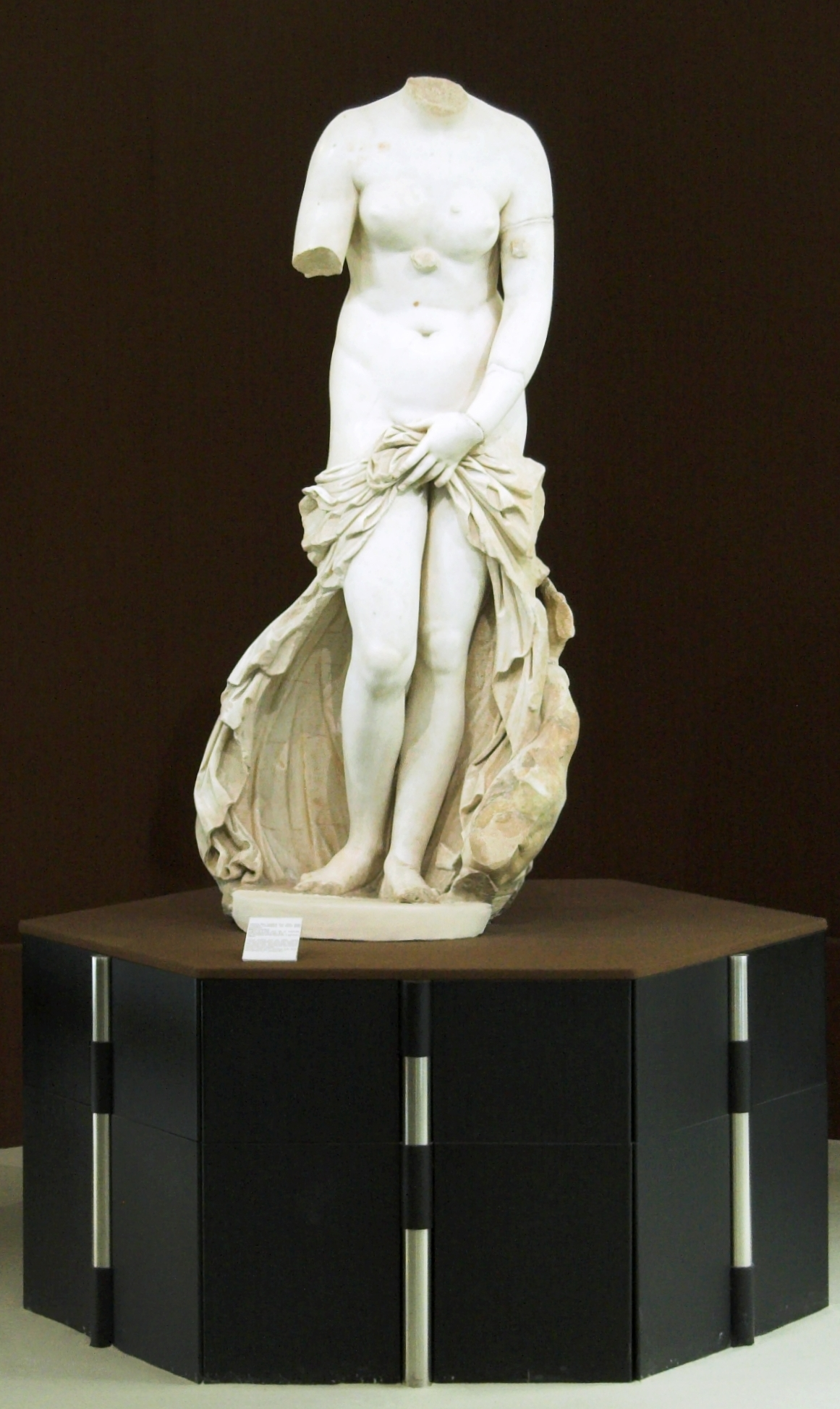
La Venere Landolina

Antico centro culturale ritenuto prestigioso, la polis attirava nei suoi confini menti brillanti, così che vi fiorì ogni tipo di arte. Quando la città venne conquistata dai Romani, questi rimasero meravigliati dallo stato culturale e artistico raggiunto dai greci di Siracusa; gli studiosi ritengono infatti che l'importazione dei tesori siracusani comportò l'inizio della luxuria tra i Romani.
La conquista di Siracusa rappresentò un punto cruciale per l'avvicinamento della cultura latina a quella greca (dapprima avversata dai Romani). Marco Claudio Marcello saccheggiò così tante opere d'arte siracusane che una volta giunte a Roma, collocate in un tempio, pare abbiano rappresentato il primo museo dell'urbe.
(Catone il Censore in Livio, I, 34, 3.)
Il componimento architettonico della città ben rappresenta la storia dei popoli che si susseguirono: i normanni che ne fecero un centro attivo dell’arte romanica normanna già durante il periodo della contea di Sicilia; con il Sacro Romano Impero e le successive dinastie medievali con una vasta attività edilizia in stile gotico. L’età moderna è caratterizzata da un'impronta fiamminga e rinascimentale che avvenne sotto il dominio spagnolo, e dopo il violento terremoto del 1693, gran parte della città venne ricostruita adottando l'elaborato stile barocco, motivo per cui Siracusa, insieme ad altre città del Val di Noto, viene presa ad esempio per la definizione di barocco siciliano, ospitando anche un centro di studi internazionali sul barocco. Il neoclassicismo fu introdotto, come nel resto della Sicilia, da artisti francesi. L’Ottocento vede il susseguirsi di stili europei che presentano sempre un'impronta locale nella definizione tra neogotico, eclettismo, ecc. Lo stile liberty trionferà tra la fine dell’Ottocento e soprattutto i primi del novecento in particolare nel siracusano. L'Art Deco e altri stili come il futurismo, il razionalismo, il brutalismo, ecc. caratterizzeranno il novecento siracusano. Siracusa custodisce inoltre antiche e preziose opere dell'arte pittorica di importanti artisti che vissero in città influenzando la scuola locale; tra i dipinti più noti si menzionano il Seppellimento di Santa Lucia del Caravaggio del 1608 e l'Annunciazione di Antonello da Messina del 1474.

### Cucina
Le prime testimonianze scritte sulla cucina di Siracusa risalgono all'epoca greca. Grazie al suo ruolo egemone nel Mediterraneo la città fu pioniera nel far conoscere le abitudini alimentari siciliane all'estero. L'antica cucina siracusana, data la notorietà, attirò su di sé critiche ed elogi: Archestrato nel suo trattato la definì eccessivamente elaborata e pesante. Platone giudicò negativamente la sontuosità dei banchetti siracusani e il cibarsi due volte al giorno, motivo, per il filosofo, di dissolutezza. Aristofane comparò la mensa dei Siracusani ai banchetti dei Sibariti (polis nota per l'eccessiva dolce vita).
(Platone, La Repubblica, 404 d, in Francesco Rizzo, Dialoghi politici e Lettere.)
La cucina siracusana, d'altro canto, venne molto apprezzata dagli antichi greci: le nobili famiglie chiamavano cuochi sicelioti alle loro mense, e la città di Siracusa diede i natali a Miteco Siculo, il quale scrisse il primo libro di cucina del mondo occidentale (V secolo a.C.), e a Labdaco, che i cuochi greci consideravano loro maestro nell'arte culinaria.
La bevanda più esportata da Siracusa fu il vino: «gli antichi siracusani preparavano le uve - a tenore delli precetti prescritti da Esiodo - e come ne tiravano il vino Pollio, è la medesima oggi da tutti comunemente praticata per fare li buoni moscati». Una leggenda d'epoca greca vuole che Pollio fosse un sovrano argivo, il primo re di Siracusa, che diede il proprio nome a questo vino, apostrofato spesso come il vino più antico d'Italia.
Con la dominazione romana, il vino, il miele (nello specifico il miele degli Iblei) e il grano siracusano, vennero su larga scala esportati a Roma. Nelle mense di Augusto si potevano trovare vino e olio provenienti da Siracusa. Nei secoli successivi la cucina siracusana subì le medesime influenze delle culture straniere che dominarono il resto della Sicilia.
Odiernamente la cucina siracusana rientra nella costituita dieta mediterranea, dichiarata patrimonio immateriale dell'umanità.

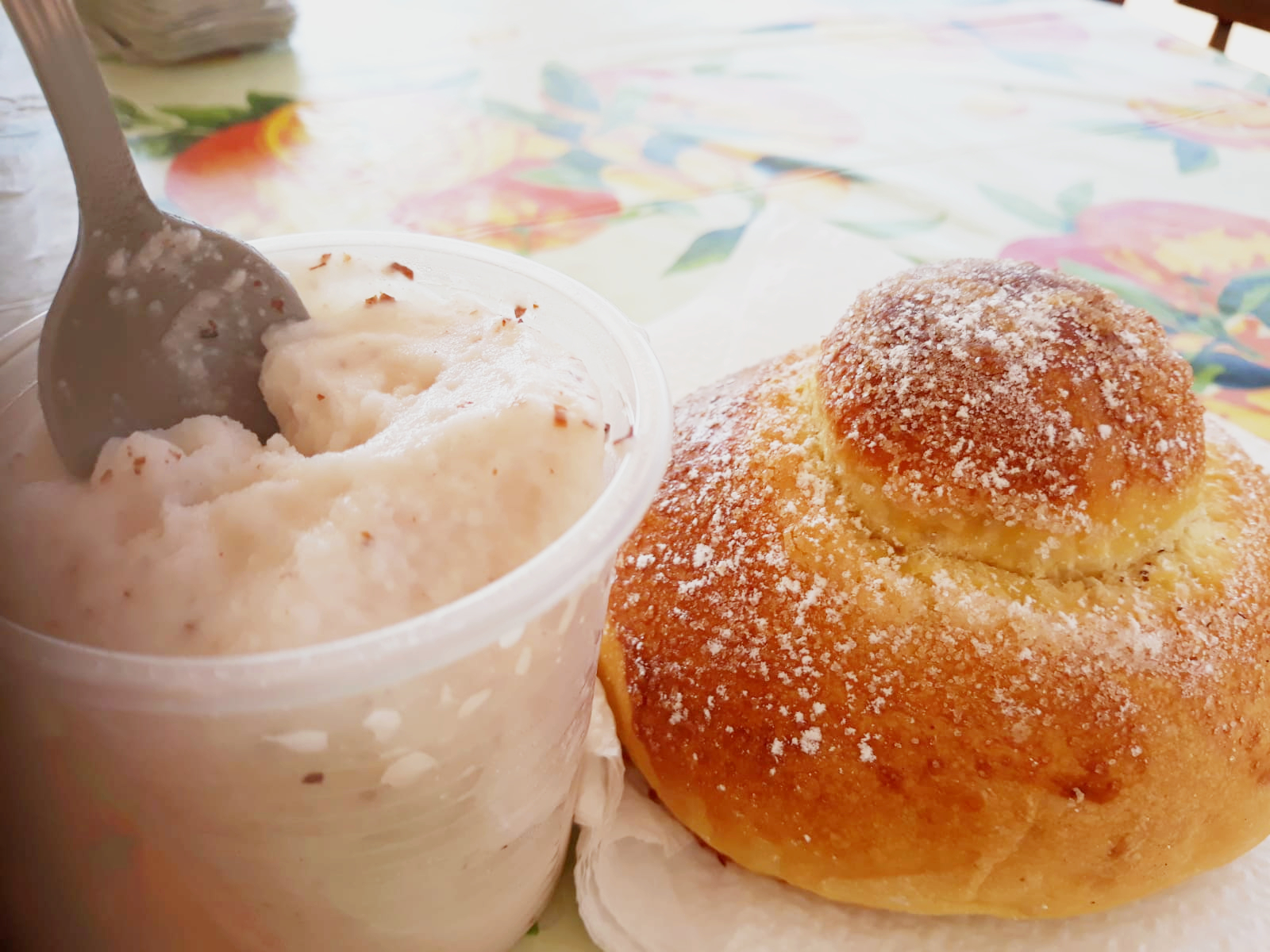
Granita alle mandorle con brioscia preparate artigianalmente a Siracusa

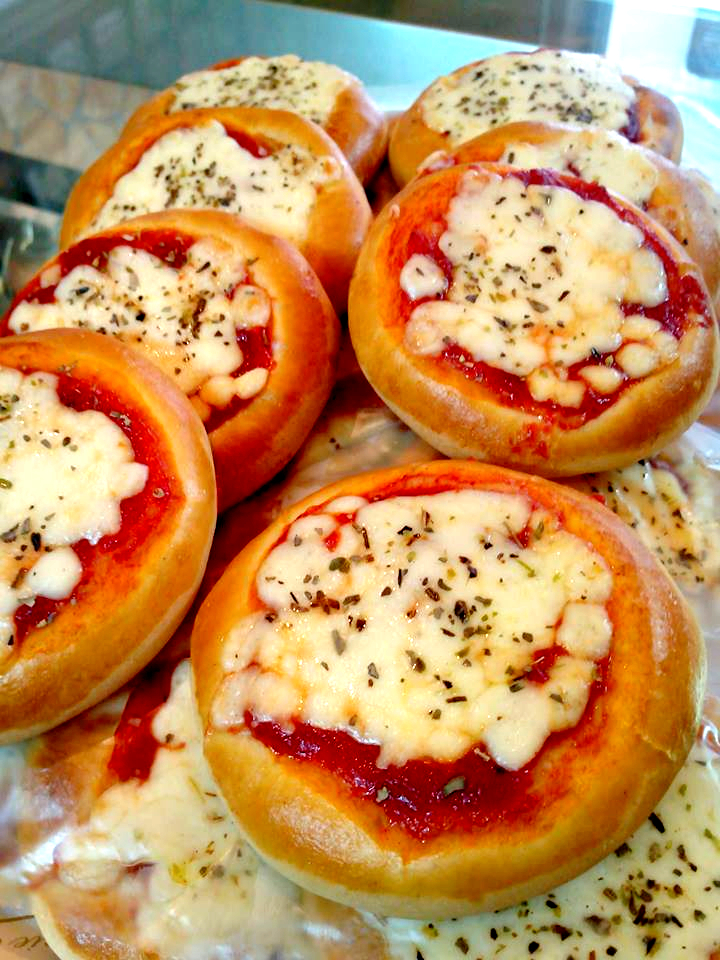
Le pizzette siracusane; un classico della panificazione locale

Tra i suoi alimenti più noti vi sono le olive, il pesce, diversi prodotti PAT e IGP come il limone di Siracusa, l'arancia rossa di Sicilia, la patata novella di Siracusa, l'olio d'oliva dei Monti Iblei, l'anguria di Siracusa, la fragola di Cassibile.
La tradizione culinaria siracusana annovera diversi primi e secondi piatti, tra i più tipici vi sono la pasta fritta alla Siracusana e gli spaghetti alla bottarga di tonno, la zuppa di pesce alla Siracusana, il tonno alla ghiotta e numerosi altri piatti originari del territorio. Nel siracusano si usa preparare l'impanata (pizza chiusa ripiena di patate che deriva dalla spagnola empanada), il pizzolo, gli arancini al ragù (che qui assumono la classica forma a cilindro). Alcuni dei dolci peculiari di Siracusa sono i totò (biscotti al cioccolato ricoperti di glassa), la giuggiulena, la cuccìa, la cotognata, la granita di mandorla (quella siracusana ha trovato menzione nell'opera de il garofano rosso di Elio Vittorini), la versione locale della cassata siciliana, preparata con del pan di Spagna, e le paste di mandorla.

### Eventi
In città si susseguono durante l'anno numerosi eventi, di diversa natura (artistica, culturale, sportiva), il cui richiamo risulta essere di livello nazionale e internazionale.
- Rappresentazioni classiche al Teatro greco di Siracusa[237][238]
- Festival Euro Mediterraneo[239]
- Festival Internazionale del Balletto di Siracusa[240]
- Siracusa International Tango Festival[241]
- Siracusa City Marathon[242]
- Regata Internazionale Siracusa - Malta[243]

- Palio del mare[244]
- Festa della musica europea[245]
- Ares International Film e Media Festival[246]
- Ortigia Film Festival[247]
- Settimana del Pi greco[N 17]
- Sudest Wine Fest[248]
- Ortigia Sound
- Siracusa Pride

## Geografia antropica

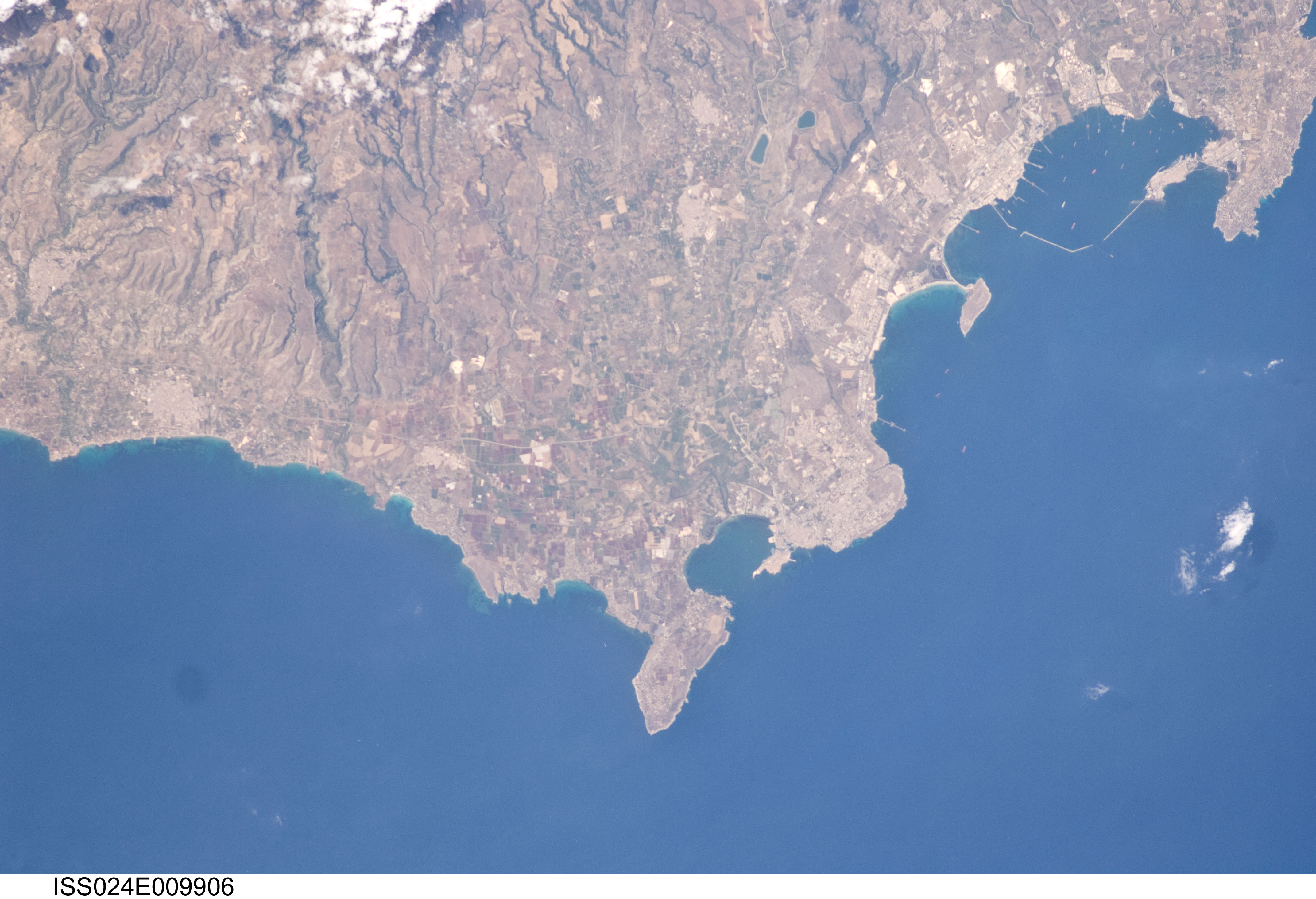
NASA: Siracusa e la sua provincia viste dallo spazio

La città porta i segni della passata antropizzazione greca lungo tutto il suo percorso urbano e anche oltre, questo perché l'antica Siracusa fu una delle più vaste metropoli del mondo. Gran parte della Sicilia era sotto il suo controllo e non si conoscono esattamente i confini geo-antropologici di questa capitale.
(Gestione Sito Unesco, p. 32.)
Siracusa confina a nord con i comuni di Melilli e Priolo Gargallo, a sud con il comune di Avola, a ovest con i comuni di Canicattini Bagni, Solarino, Floridia, Noto e Palazzolo Acreide mentre a est è bagnata dal mar Ionio. Il comune aretuseo ha due popolose frazioni storiche: Belvedere sita a nord-ovest e Cassibile sita a sud-ovest; la prima conta una popolazione di circa 7.000 abitanti, mentre la seconda una popolazione di circa 6.500 abitanti. Fra i territori comunali siciliani, quello aretuseo è uno dei più vasti, tanto che nel 1827 arrivava persino nell'odierna Solarino allora conosciuta come San Paolo Solarino, che in quello stesso anno ottenne per Regio decreto il distacco da Siracusa, il quale però divenne effettivo soltanto due anni dopo con la nascita del nuovo comunello; lo stesso percorso fu fatto inoltre dalla limitrofa Floridia sempre nel XIX secolo; fino al 1979 anche Priolo Gargallo era frazione di Siracusa e in tale periodo chiese ed ottenne l'autonomia comunale, riducendo notevolmente la territorialità a nord del comune di Siracusa a cui è rimasto solo Targia, mentre la restante zona (compresa quella del litorale settentrionale) è stata divisa tra i comuni di Melilli e di Priolo Gargallo. Oltre ai due principali centri abitati, sono sorti negli anni altri agglomerati in particolare lungo la costa meridionale: Carrozzieri, Isola, Plemmirio, Terrauzza, Fanusa, Milocca, Arenella, Ognina e Fontane Bianche. Nell'interno si trovano le frazioni di Canalicchio, Tremilia, Tivoli e Villaggio Santa Lucia, oltre a varie contrade e a vari nuclei di case sparse.
Fino al 2018 il territorio urbano era suddiviso in nove circoscrizioni, soppresse come previsto dalla legge regionale n.11/2015: Ortigia, Santa Lucia, Acradina, Grottasanta, Neapolis, Tiche, Epipoli, Belvedere e Cassibile. Le principali contrade di Siracusa sono: Pantanelli, Santa Teresa Longarini e Targia, mentre i quartieri sono: l'isola di Ortigia che è la parte originaria e più antica della città; sulla terraferma il restante centro storico tra la zona umbertina e la Borgata, a cui si è aggiunto il moderno centro cittadino costituito dal corso Gelone con il quartiere omonimo; tra la parte bassa e alta di Siracusa Grottasanta e Mazzarona; sulla zona alta Tisia, Zecchino, Bosco Minniti, Tiche, Santa Panagia, Scala Greca, Villaggio Miano e Pizzuta.
Al 2017 la città contava una popolazione totale di circa 122.000 persone (in leggero calo rispetto ai primi anni 1990 quando ne contava 125.941 e in leggero rialzo rispetto al 2011 quando ne contava 118.442). La maggior parte della popolazione urbana si concentra nelle ex circoscrizioni di Tiche (20% della popolazione totale), Akradina (19% del totale) e Grottasanta (18% del totale). Il restante 43% della popolazione comunale è distribuita in maniera abbastanza uniforme nelle restanti sei ex suddivisioni, tra cui Ortigia, dove risiede il 4% della popolazione.

## Economia
Nel siracusano vi è il primo distretto limonicolo d'Italia e dell'Unione europea, con la produzione del limone di Siracusa IGP che registra numeri di vendite sempre più importanti. Altre produzioni rilevanti del territorio sono i formaggi siciliani, la patata novella di Siracusa, che copre i 3/4 della produzione siciliana e viene esportata sia in Italia che all'estero, l'olio extravergine d'oliva dei monti Iblei, l'anguria di Siracusa e altri prodotti della terra. In ambito vinicolo si producono le DOC del vino di Siracusa che oltre al Nero d'Avola comprende la produzione del Moscato di Siracusa. Nelle acque di Siracusa poi avvengono gli allevamenti di molluschi e crostacei e la pesca di una vasta varietà di pesci, al servizio più che altro del commercio locale.

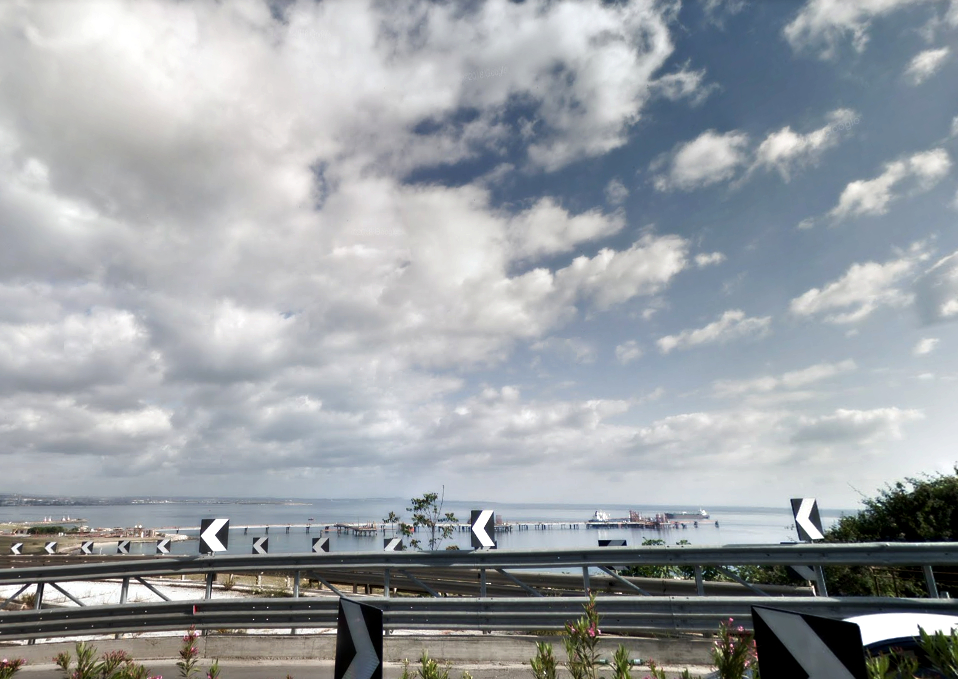
Visibile in profondità la rada di Santa Panagia (Siracusa nord), presso la quale si carica e scarica il petrolio grezzo e raffinato

Una considerevole parte del territorio è stata vocata al settore industriale della petrolchimica. Nel siracusano vi è uno dei poli del settore tra i più grandi d'Europa, il quale ha fatto registrare, soprattutto in passato, numeri da record per l'economia provinciale, poi andati gradatamente a diminuire.
Nonostante il polo faccia registrare dati export assolutamente ragguardevoli per l'Italia (si consideri che dal solo polo siracusano proviene oltre il 70% del totale nazionale dei prodotti petroliferi raffinati e che essi rappresentano anche il 70% dell'intero export siciliano), il settore viene odiernamente considerato in crisi.
In via di sviluppo risulta il settore dell'energia alternativa, specialmente quella solare, con varie sperimentazioni sul territorio. È inoltre presente un importante impianto di riciclaggio del vetro a piombo unico al mondo. Il settore terziario dei servizi è quello che offre maggiore impiego per i siracusani. L'accoglienza turistica risulta essere fortemente in crescita.

## Infrastrutture e trasporti

### Strade
Il territorio comunale è interessato dalle seguenti direttrici stradali:
- Strada statale 114 Orientale Sicula: collega Messina a Siracusa. Il suo ultimo tratto ha caratteristiche di strada extraurbana principale e funge da collegamento tra l'autostrada Catania-Siracusa (che termina ad Augusta-Villasmundo) e la Siracusa-Gela.
- Autostrada A18 Siracusa-Gela, rappresenta anche un tratto della strada europea E45.
- Strada statale 115 Sud Occidentale Sicula: collega Trapani a Siracusa.
- Strada statale 124 Siracusana: collega il calatino a Siracusa attraversando i monti Iblei.

### Ferrovie

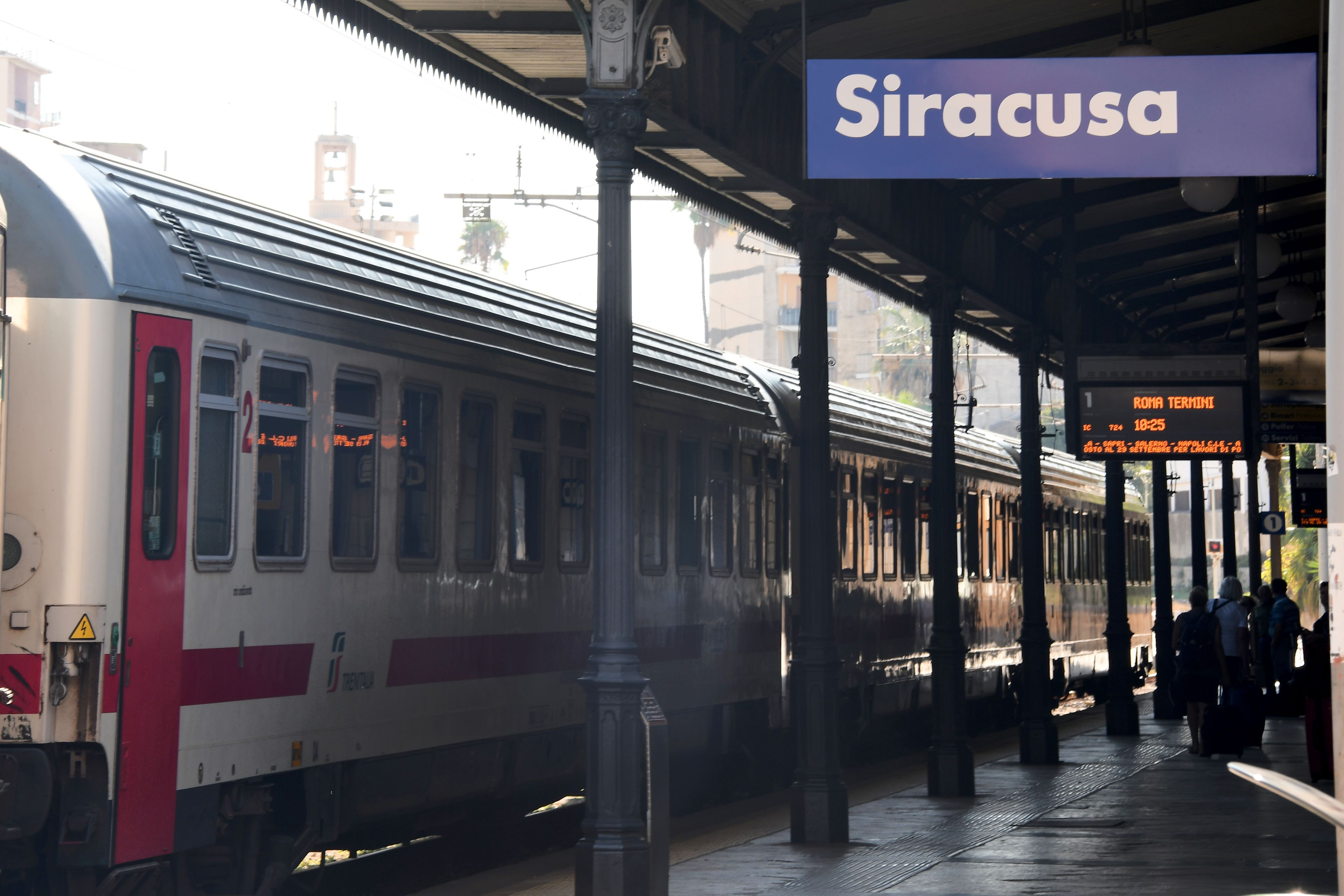
Il binario 1 della stazione di Siracusa

Il comune è servito dalla stazione di Siracusa, posta al km 312+176 della ferrovia Messina-Siracusa e della Caltanissetta Xirbi-Gela-Siracusa. A sud-ovest è situato il Deposito Locomotive di Siracusa.

### Porti

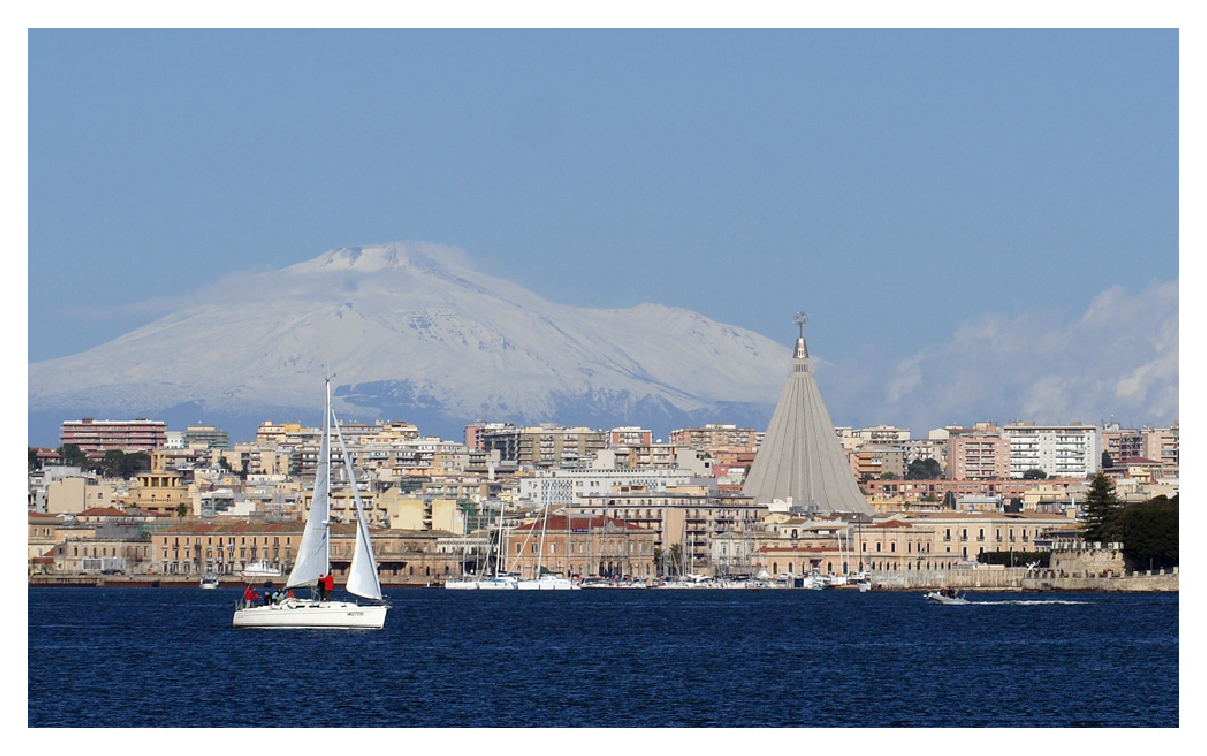
La città vista dal largo del porto Grande

I due porti principali della città sono collocati in Ortigia: uno a ponente e uno a levante dell'isola; rispettivamente il porto Piccolo o Lakkios (ovvero il porto Marmoreo dei Greci) e il porto Grande, collegati tra loro attraverso un canale sormontato da due ponti. Considerato uno dei primi e più antichi porti del Mediterraneo, il porto di Siracusa vanta una millenaria storia commerciale, tuttavia odiernamente gli attracchi siracusani sono maggiormente vocati alla nautica da diporto (porto Grande) e alla pesca (porto Piccolo): circa 300 posti barca nel porto Grande e circa 700 posti barca nel porto Piccolo. La funzione commerciale è maggiormente svolta dalla rada di Santa Panagia che permette l'attracco delle navi petroliere, chimichiere e gasiere, servendo tramite il lungo pontile la LUKoil del polo petrolchimico. Altri porti minori del comune sono: il porto Rifugio (sito sempre all'interno della baia di Santa Panagia), il porticciolo di Ognina e il porticciolo di Fontane Bianche.

### Aeroporti
Siracusa possiede in città un idroscalo, sorto all'inizio del XIX secolo, esso è stato attivo durante l'apice del mezzo trasportatore idrovolante, successivamente è divenuto sede dei comandi militari siracusani. Tra settembre 2007 e la primavera 2008 è stato nuovamente attivato tramite un collegamento verso l'idroscalo di Enna. A 6 km, a sud-ovest della città, si trova l'aviosuperficie Rinaura, dotata di aerei che possono svolgere attività di volo da diporto o da sport dell'aria.

### Mobilità urbana
I trasporti urbani e interurbani di Siracusa vengono svolti con servizi regolari di autobus gestiti dalla società SAIS autolinee.
Nel comune è presente la pista ciclabile Rossana Maiorca che attraversa il lato nord della città: tale pista è stata ufficialmente inserita nel 2019 nell'itinerario ciclabile denominato Ciclovia Magna Grecia, che da Pozzallo giunge a Lagonegro (toccando tre regioni d'Italia).

## Amministrazione

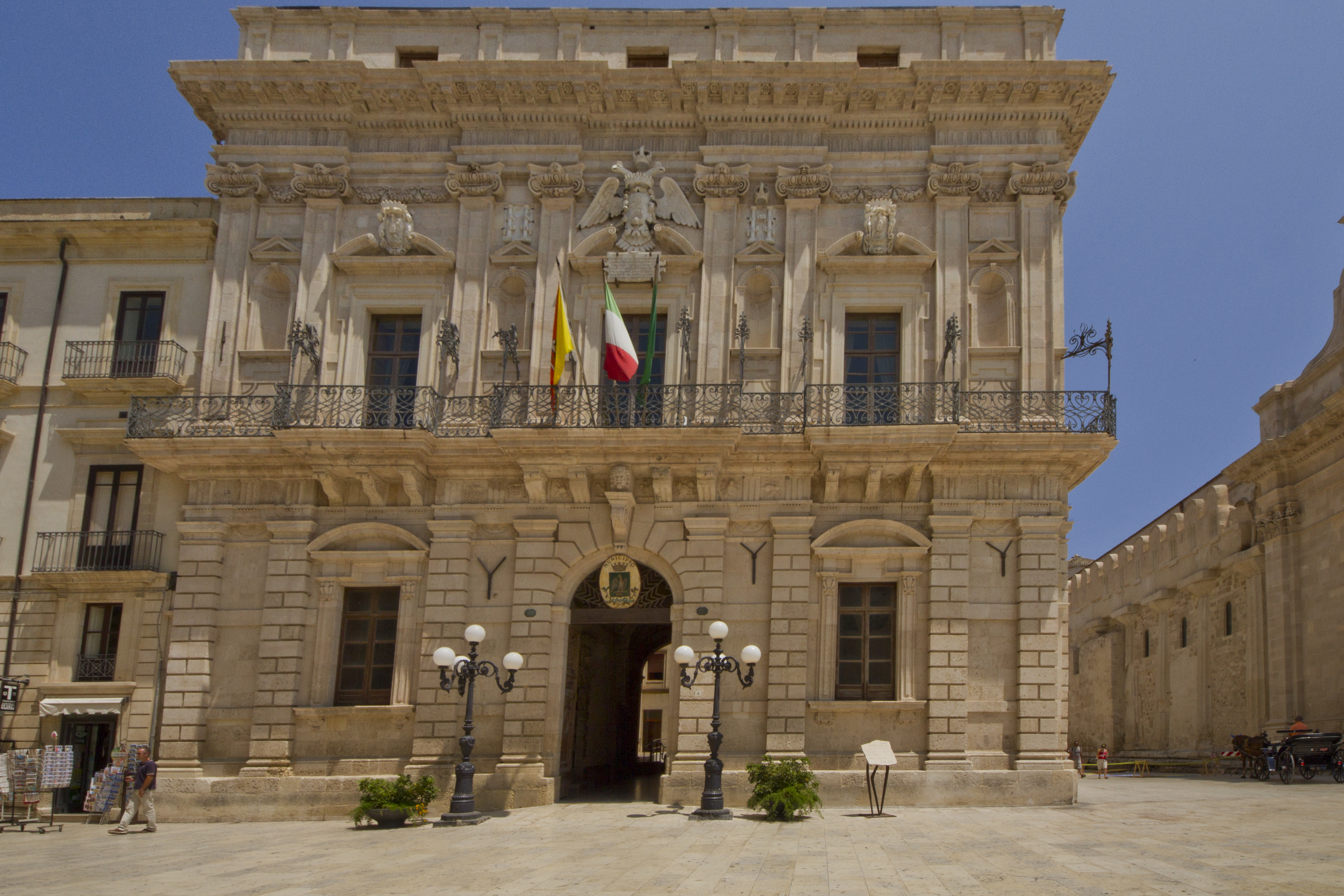
Il palazzo del Senato di Siracusa (edificazione d'epoca spagnola)

Di seguito vengono riportati in ordine cronologico gli ultimi tre sindaci del comune di Siracusa:
| Periodo         | Periodo         | Primo cittadino       | Partito                                    | Carica                    | Note |
| --------------- | --------------- | --------------------- | ------------------------------------------ | ------------------------- | ---- |
| 16 giugno 2008  | 1º gennaio 2013 | Roberto Visentin      | Il Popolo della Libertà                    | Sindaco                   |      |
| 30 gennaio 2013 | 24 giugno 2013  | Alessandro Giacchetti |                                            | Commissario straordinario |      |
| 24 giugno 2013  | 27 giugno 2018  | Giancarlo Garozzo     | Partito Democratico                        | Sindaco                   |      |
| 27 giugno 2018  | in carica       | Francesco Italia      | Indipendente di centro-sinistra poi Azione | Sindaco                   |      |

### Consolati
In città sono presenti i consolati dei seguenti Stati:
- Consolato onorario di Malta
- Consolato onorario di Turchia

Siracusa si è fatta inoltre promotrice, negli ultimi anni, di una cooperazione internazionale denominata “Grande Intesa”; protocollo che si occupa di iniziative volte allo sviluppo dei paesi di area mediterranea; i sottoscriventi sono stati la giunta della Consulta civica della città di Siracusa e i consoli della Turchia, di Malta, della Grecia, del Senegal e dell'Azerbaigian. Nel 2015 si è aggiunto all'intesa il consolato dello stato americano del Venezuela, allargando così lo scenario di cooperazione oltre oceano.

### Gemellaggi
La città di Siracusa è gemellata con:
- Stoccolma, dal 1970[267]
- Suceava, dal 2007
- Corinto, dal 2007[268]
- Erchie, dal 2009[269]
- Hauteville-la-Guichard, dal 2014[270]

Gli enti territoriali hanno creato diversi tipi di gemellaggio con le città di:
- Perugia, dal 2013 (tramite il Dipartimento per la coesione territoriale, nell'ambito del progetto smart city)[271]
- Alessandria, dal 2016 (tramite le rispettive Camere di Commercio)[272]
- Castellammare di Stabia, dal 2020 (tramite le tifoserie del Siracusa e della Juve Stabia, gemellate dal 1979)[273]

## Sport

### Contesto sportivo
La città di Siracusa ha una significativa tradizione sportiva (che diventa millenaria se si considera che la Siracusa dell'antichità fu una delle maggiori partecipanti ai giochi panellenici, classificandosi spesso sul podio di Olimpia, Delfi, Corinto, Nemea e Argo). Tra gli avvenimenti sportivi più importanti della Siracusa d'età contemporanea è da annoverare il passaggio della torcia olimpica, diretta nella capitale d'Italia durante le Olimpiadi di Roma, svoltesi nel 1960: il 18 agosto di quell'anno la nave scuola Amerigo Vespucci giunse a Siracusa, arrivava dalla Grecia, da dove aveva prelevato il fuoco olimpico, facendo tappa nella città aretusea. Qui la fiaccola fu consegnata al primo tedoforo italiano, il siracusano Concetto Lo Bello, il quale aprì la staffetta che dalla Sicilia sarebbe giunta fino a Roma.
Numerosi altri eventi sportivi di rilievo si sono svolti in città; per citarne solo alcuni: nel circuito di Siracusa la Ferrari ha ottenuto le sue prime vittorie automobilistiche, partecipando al Gran Premio di Siracusa (la cui ultima corsa si svolse nel 1961); il Trofeo 8 Nazioni della pallanuoto si è legato a tal punto alla città da assumere successivamente il nome di Trofeo Syracusae; alla medesima disciplina della pallanuoto sono legate le tappe svolte della World League; la finale della Supercoppa italiana di pallavolo e la Final Eight Coppa Italia di pallamano; nel 2016 ha ospitato il campionato mondiale di canoa polo.

### Squadre e titoli
Di seguito le maggiori squadre che rappresentano il capoluogo nei rispettivi sport:
- Calcio: Serie C - Siracusa Calcio 1924;
- Calcio: Seconda Categoria - A.S.D. Atletico Siracusa;
- Calcio a 5: Serie C2 - Meraco Siracusa, Holimpia Siracusa;
- Pallanuoto: Serie A1 - CC Ortigia (maschile);
- Pallanuoto: Serie A2 - CC Ortigia (femminile);
- Pallamano: Serie A1 - AS Albatro;
- Pallavolo: Serie B - Paomar Volley Siracusa (maschile);
- Pallacanestro: Serie C - Polisportiva Aretusa;
- Canoa Polo: Serie A - KST Siracusa;
- Rugby: Serie C1 - SSD Syrako;
- Tennistavolo: Serie A2 - ASD Vigaro Siracusa

Di seguito i titoli vinti dalle singole squadre del capoluogo nei rispettivi sport:
- Calcio: AS Siracusa 1924 (1 Coppa Italia semiprofessionisti);
- Pallamano maschile: CC Ortigia (3 Scudetti, 2 Coppe Italia);
- Pallamano femminile: AS EOS (1 Scudetto);
- Pallanuoto maschile: CC Ortigia (2 Coppe Comen);
- Pallanuoto femminile: CC Ortigia (2 Coppe Len);
- Canoa Polo: KST Siracusa (3 Scudetti, 4 Coppe Italia);
- Canoa Polo: Canottieri Siracusa (1 Scudetto);
- Tennistavolo: Città di Siracusa (1 Scudetto)

### Impianti sportivi

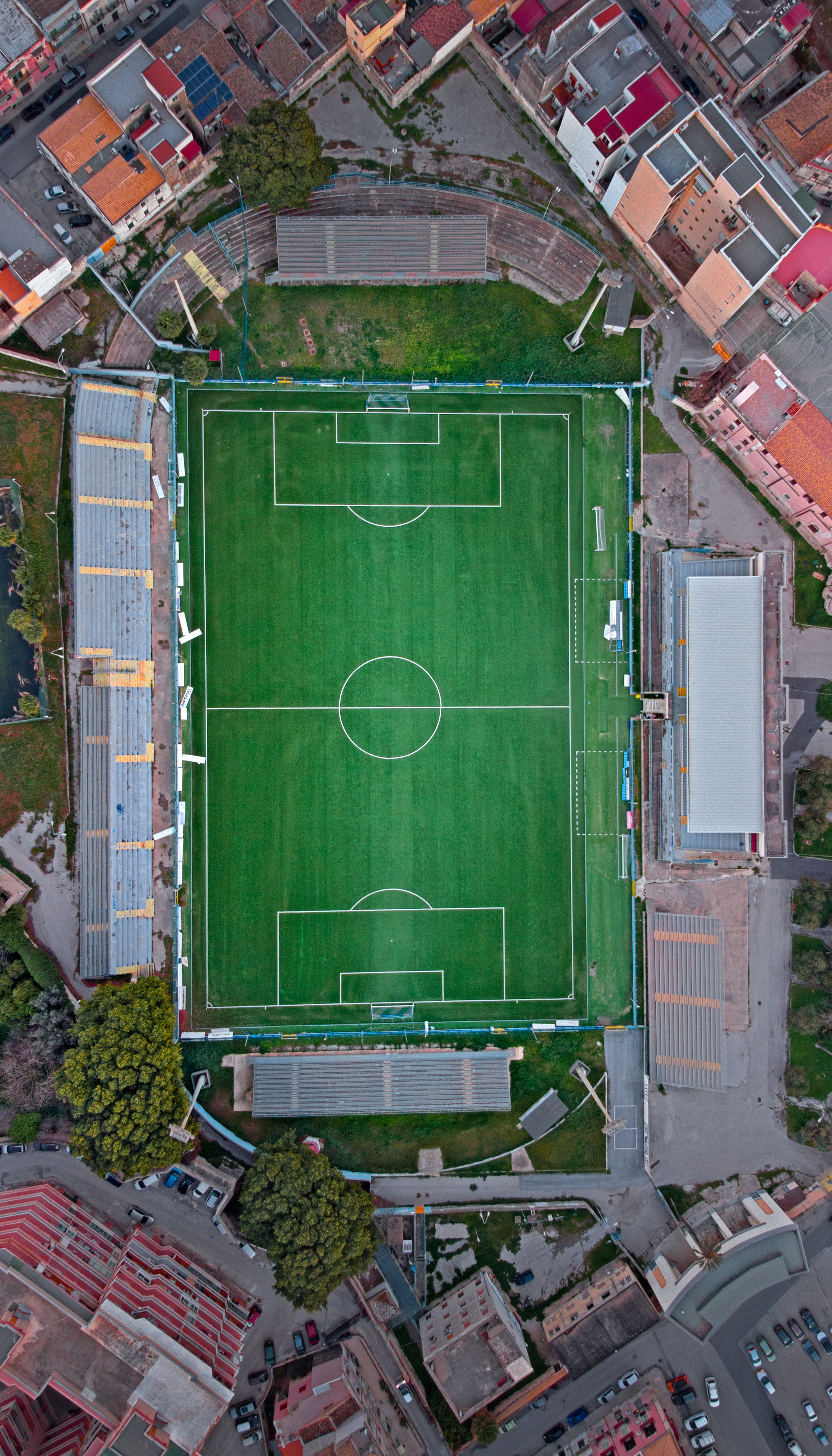
Stadio Nicola De Simone visto dall'alto

Il principale impianto sportivo di Siracusa è il centro polivalente PalaLoBello: attorno alla struttura portante del palasport vi sono situati diversi impianti sportivi destinati a svariate discipline. La città disponde inoltre di un camposcuola adibito all'atletica leggera. Altri impianti sportivi sono: Il centro sportivo ERG; il centro sportivo Fortuna; il campo sportivo Franco Bianchino; centro sportivo Pantanelli, il polivalente Giorgio Di Bari. Lo stadio Nicola De Simone è invece il principale impianto calcistico della città.
Nei pressi di Cassibile è situato l'Ippodromo del Mediterraneo, nel quale si svolgono regolarmente gare di ippica di livello nazionale e internazionale. Infine, non più attivo risulta il sopracitato circuito di Siracusa; in passato adibito all'automobilismo e al motociclismo.